# Марш захисників України
Марш захисників України (також «Альтернативний парад») — щорічний марш українських військових та ветеранів російсько-української війни, родин полеглих захисників, родин вбитих під час Революції Гідності Героїв Небесної Сотні, капеланів та волонтерів, який вперше відбувся на День Незалежності, 24 серпня 2019 року, у Києві.
Організаторами маршу є фонд «Повернись живим», Рух ветеранів України та ветеранські об'єднань з усієї країни (ВГО «Ветеранське братерство», Спілка ветеранів війни з Росією, Всеукраїнська спілка вояків АТО, Жіночий Ветеранський Рух, ГО «Асоціація учасників та інвалідів АТО», ГС "Об'єднання Учасників АТО «Побратим» та інші).

## 2019

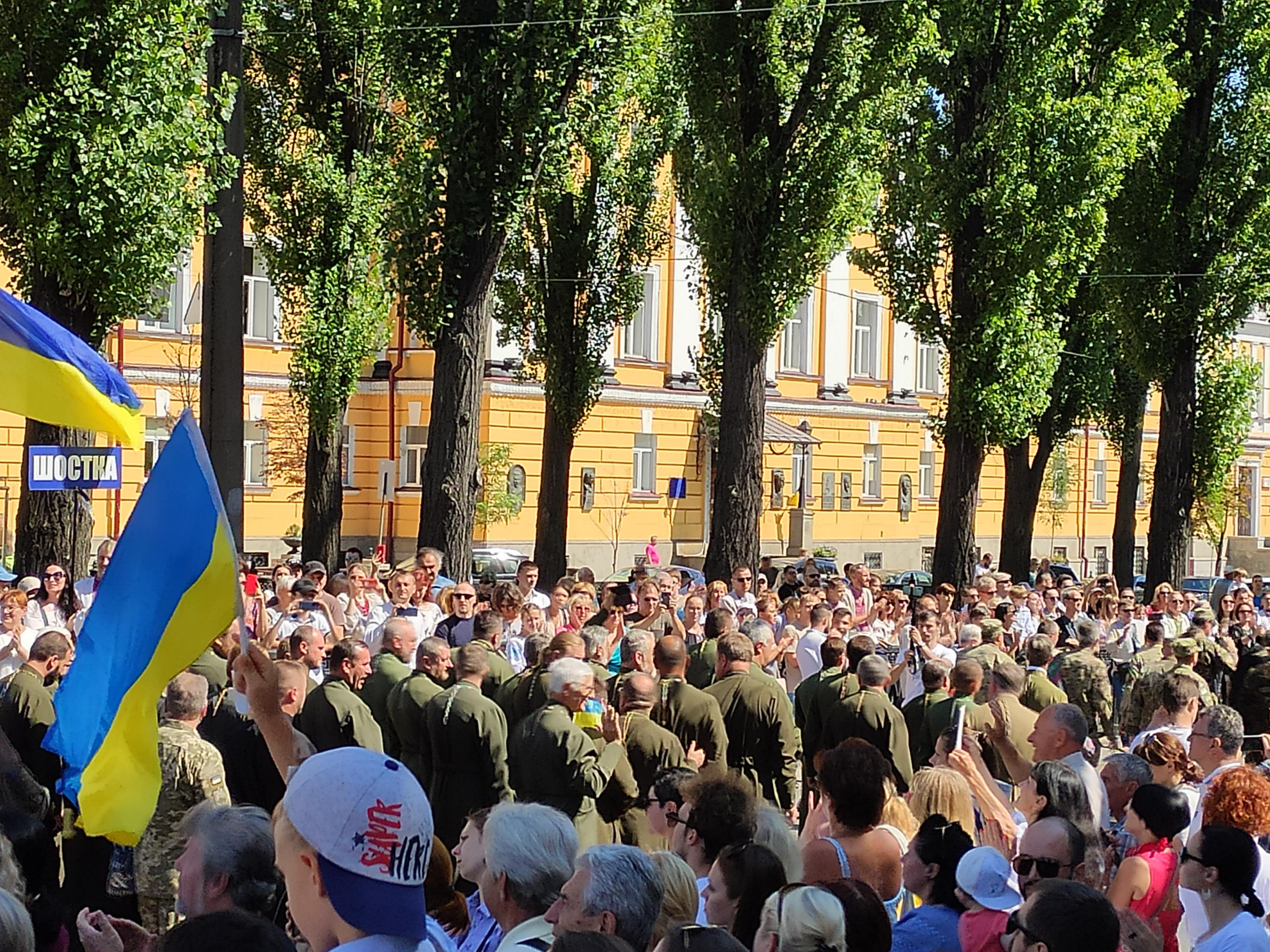
Колона капеланів на Марші

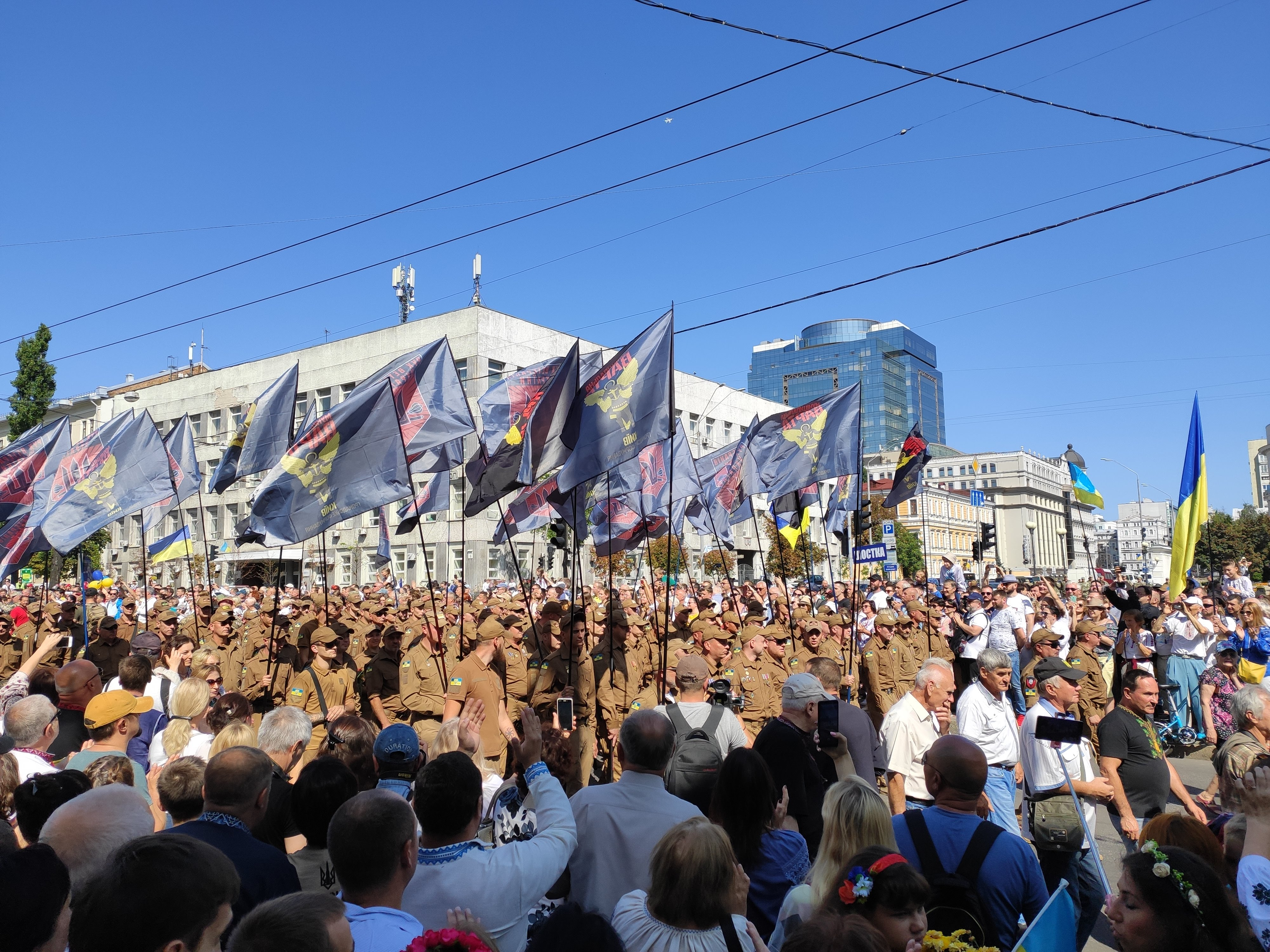
Початок Маршу

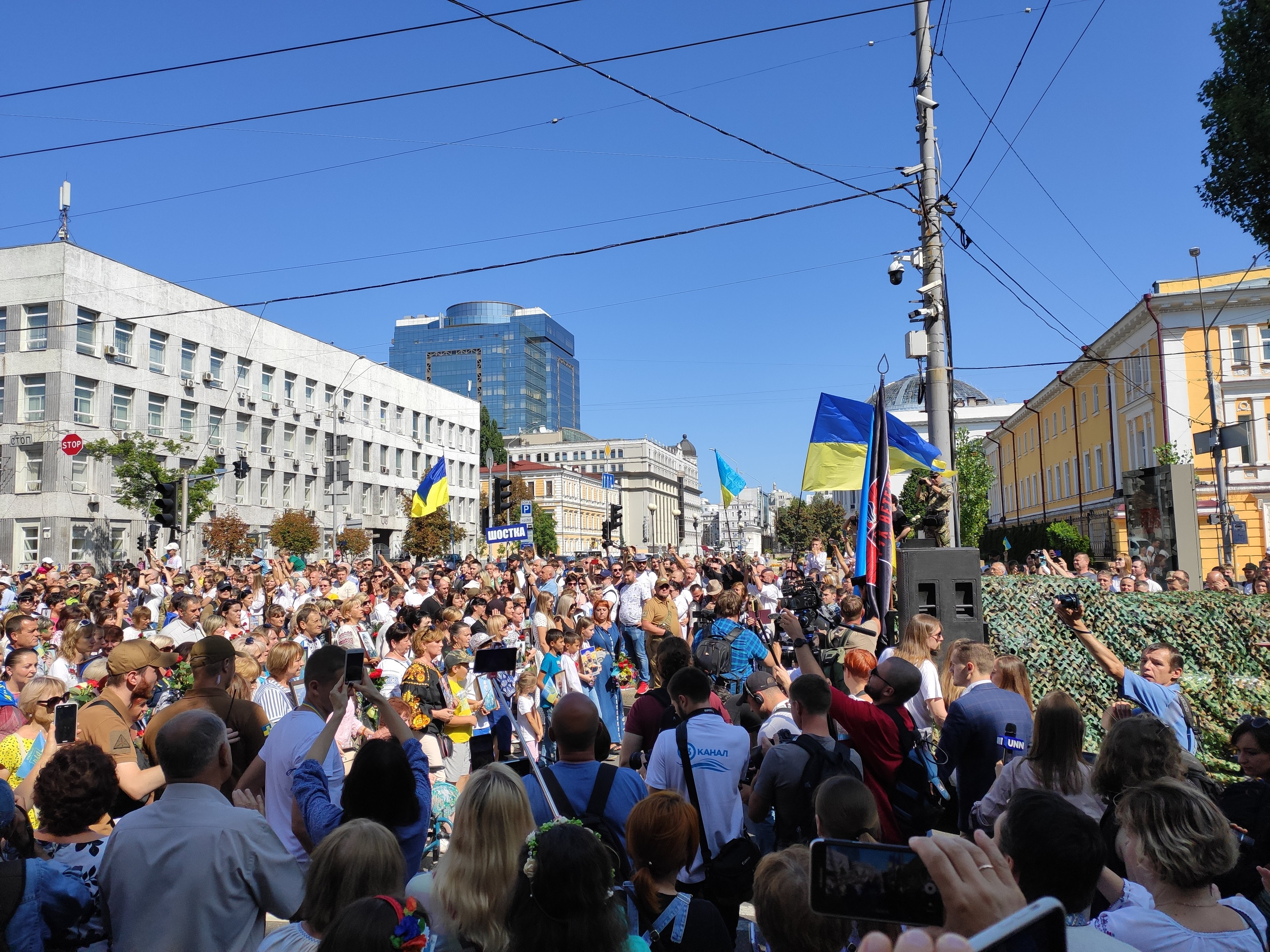
Початок руху Маршу

Перший марш відбувся 2019 року, його було приурочено до 28-го Дня незалежності України. Організатори очікували участі близько 8 тисяч людей, але за різними оцінками в Марші взяли участь до 25 тисяч осіб. За повідомленнями окремих ЗМІ, марш не протиставлявся офіційному святкуванню, заходи радше доповнювали один одного, за повідомленнями інших — фактично мало місце протиставлення.

### Передумови
Президент Зеленський заявив, що він хоче скасувати військовий парад до Дня незалежності, а натомість зекономлені гроші в розмірі 1-2 тис. грн роздати військовим. Це викликало хвилю невдоволення серед патріотичної частини суспільства, а активісти запропонували провести власний, «народний» марш.
У відповідь Андрій Богдан анонсував, що святкування буде проведено, але в новому форматі, зокрема, без параду військової техніки. Натомість відбудеться «Хода гідності» за участю Президента.

### Хронологія, маршрут

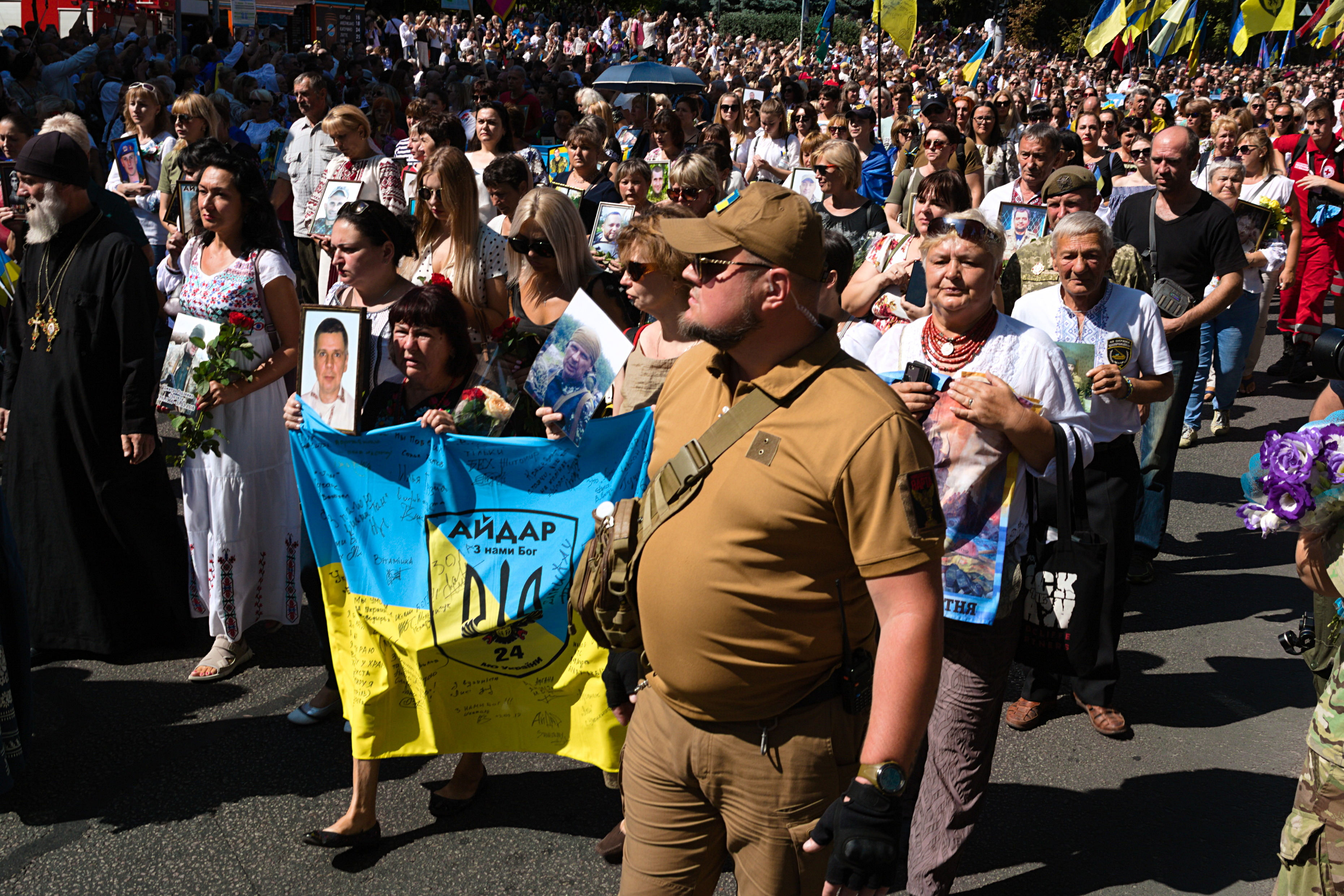
Родичі загиблих у війні на Російсько-українській війні з їхніми портретами

З 9:00 колони учасників почали збиратись поблизу київського парку Шевченка, з вулиці Володимирської. Після 11:00 почалася сама хода: колони рушили вниз до Хрещатика, через Бессарабську площу. В голові колони рухались два військових автомобілі у маскувальній сітці та автомобіль поліції.
В районі ЦУМу відбувалося вирівнювання колони, а закінчувалася хода на Майдані незалежності. На Майдані учасники вишикувалися, виконали гімн, після чого з глядачами піднялися до «Стіни пам'яті», де відбувся молебен за загиблими за Україну. Марш планувалося завершити о 13:00 на Михайлівській площі. Міжконфесійний молебен в Михайлівському соборі провів настоятель ПЦУ митрополит Єпіфаній.
За даними поліції, учасників заходу було близько 20 тисяч, загалом на Майдані Незалежності зібралося 50 тис. людей.
Біля Майдану марш налічував вже кілька десятків тисяч учасників і глядачів. На час, коли перші колони Маршу дістались центральної площі, там вже не було чиновників чи артистів, які брали участь в офіційних заходах. Натомість до площі прийшли нові охочі привітати ветеранів. Таких людей зібралося значно більше, ніж на офіційний захід за участі президента. Сам марш до того часу втрачає опозиційне забарвлення — більшість ветеранів радіє вітати людей, що прийшли висловити шану захисникам.
На Майдані учасники Маршу підняли портрети 96 українських політв'язнів і військовополонених, які залишаються у тюрмах РФ.

### Особливості

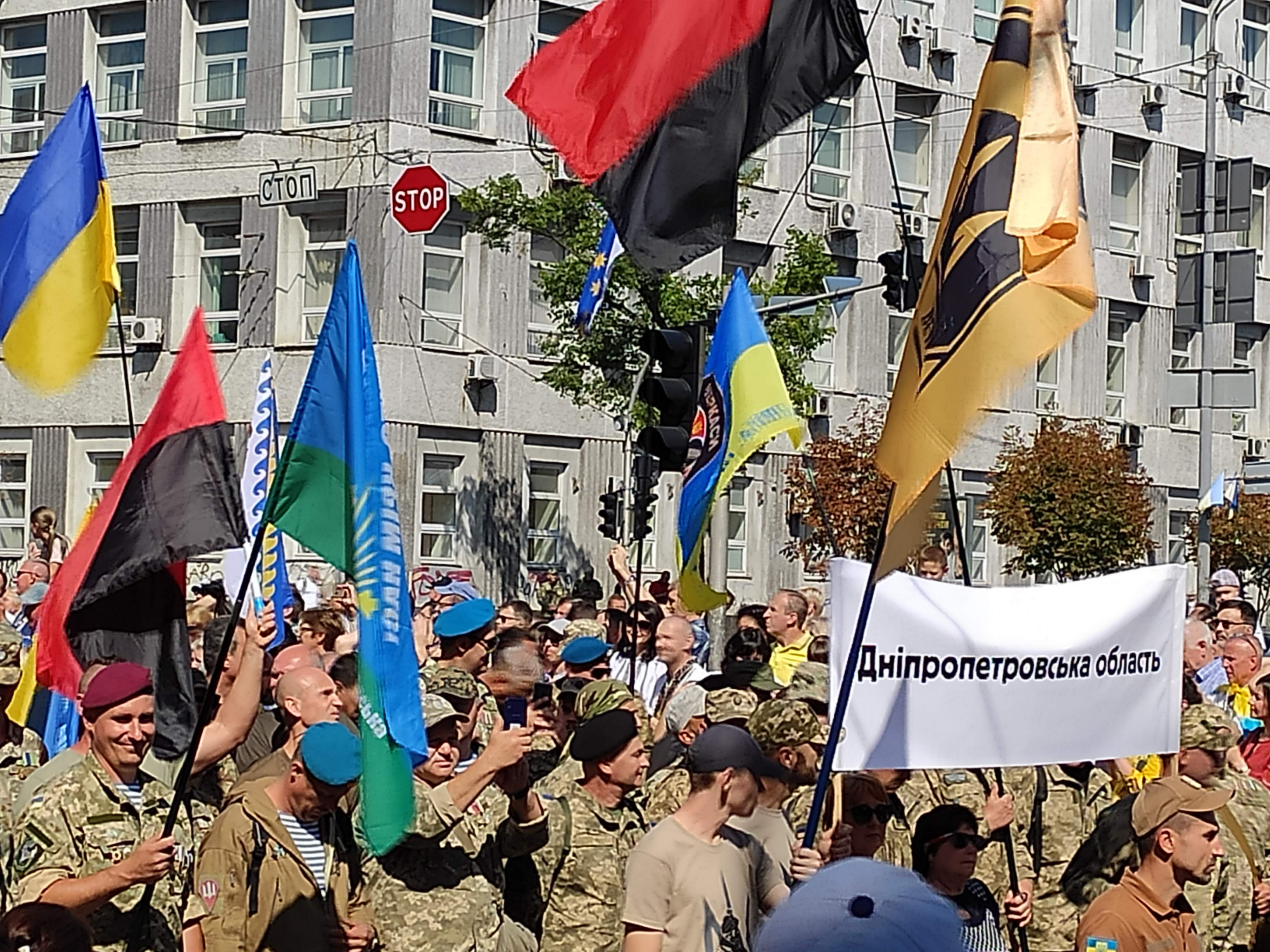
Ветерани російсько-української війни з Дніпропетровської області

Марш і не мав серед організаторів політичних партій, він мав набір заздалегідь затверджених правил:
- марш мав бути повністю аполітичним;
- будь-яка символіка партій мала знищуватися одразу як хтось спробує її дістати;
- на марші були відсутні будь-які трибуни, пафосні промови спікерів, сцени, лідери тощо;
- головною метою було провести ходу ветеранів війни, які мали віддати вітання народу, який вони захищали;
- марш проводився виключно на доброчинні пожертви, що були зібрані фондом «Повернись живим».
- гроші, що не буде витрачено на марш, мали піти на оновлення стіни пам'яті полеглим біля Михайлівського собору; у випадку, якщо після цього залишаться гроші, їх планували витратити на тепловізори для армії.

### Організатори, учасники

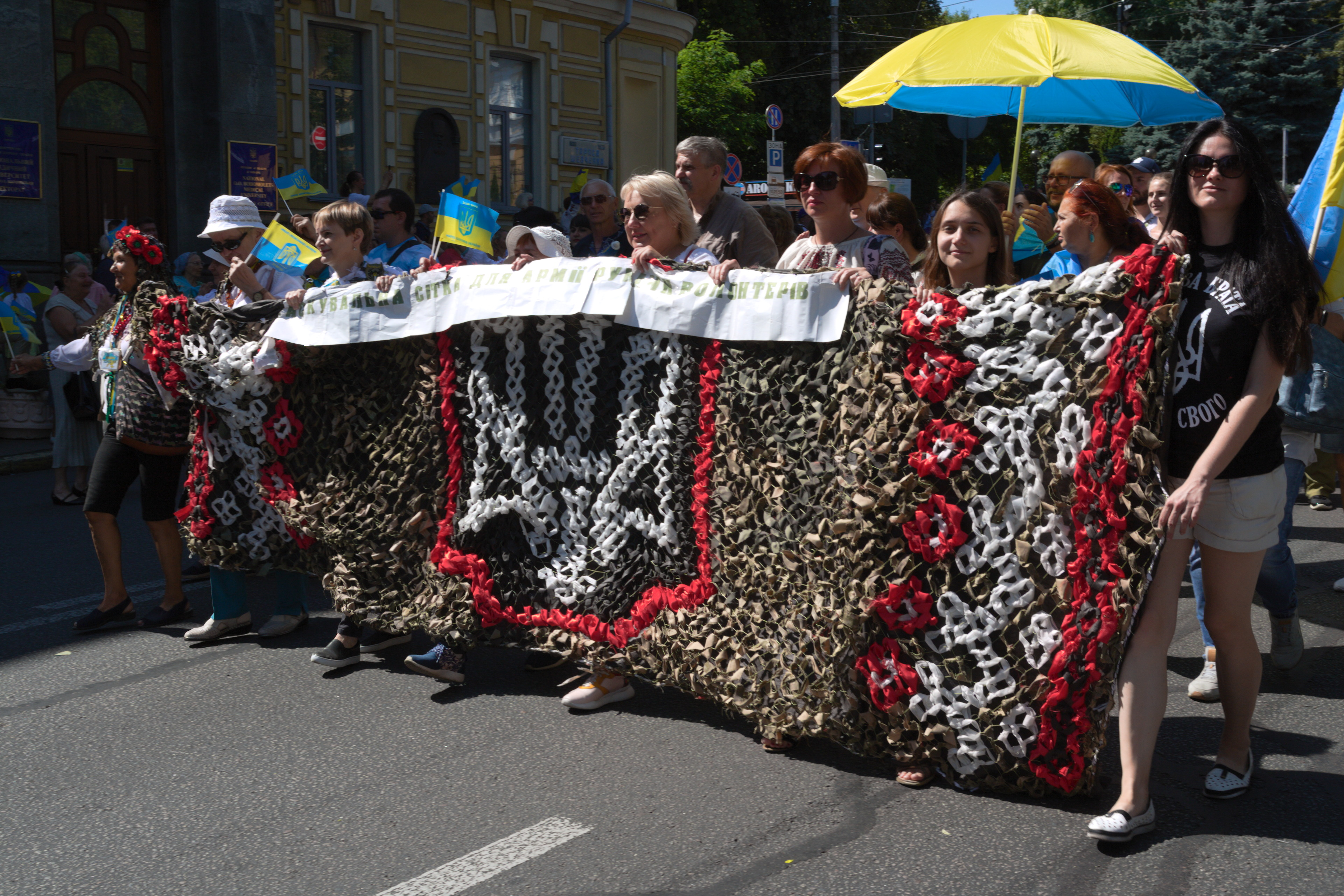
Волонтери

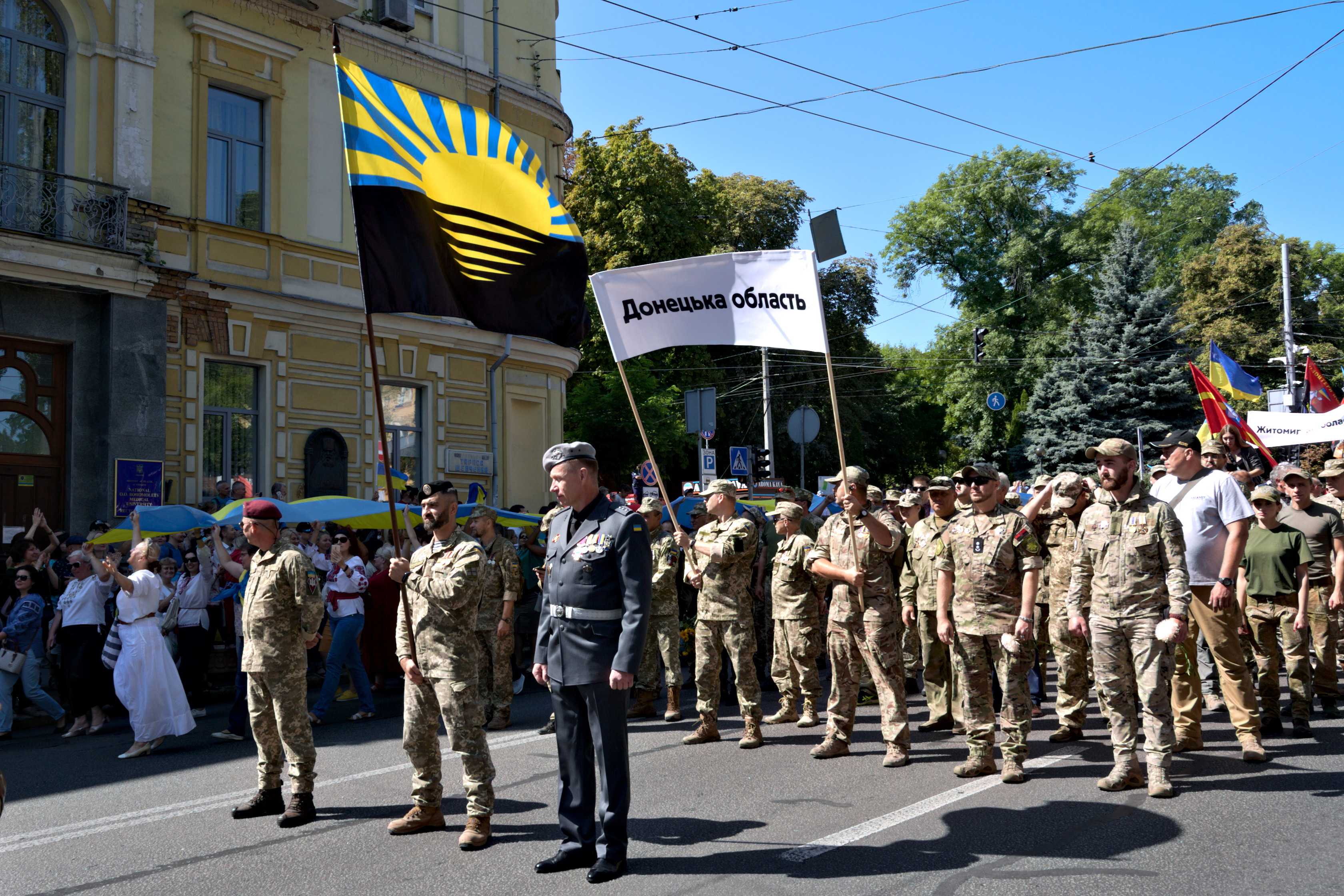
Ветерани війни на сході України з Донецької області

Організаторами Маршу виступили Рух ветеранів України та фонд «Повернись живим», співорганізатори: ветеран полку «Азов» Дмитро Шатровський.
Спочатку колони поділялись за областями, майже кожна колона мала відповідний прапор з назвою своєї области. Деякі не мали такого плакату, зокрема, Крим. У кримській колоні йшли лідери Меджлісу кримськотатарського народу Мустафа Джемілєв та Рефат Чубаров. За військовими йшла велика група матерів і родичів військових, що загибли, захищаючи Україну. Учасники практично всіх колон несли в перших рядах портрети загиблих товаришів.
Інші учасники: батальйон «Айдар», полк «Азов», 90-й окремий аеромобільний батальйон, «Добровольчий український корпус», Правий сектор, «Муніципальна варта», УНСО, ГО ASAP Rescue, медичний батальйон Госпітальєри на чолі з Яною Зінкевич, колона капеланів, «Військові швачки» (ті, хто шив для армії захисні камуфляжні накидки).
Серед тих, хто прийшов підтримати Марш були: Яніна Соколова, Володимир В'ятрович, Володимир Омелян та Уляна Супрун, заступник міністра з питань тимчасово окупованих територій Георгій Тука, спецпредставник Держдепартаменту США з питань України Курт Волкер, тимчасовий повірений у справах США в Україні Вільям Тейлор.

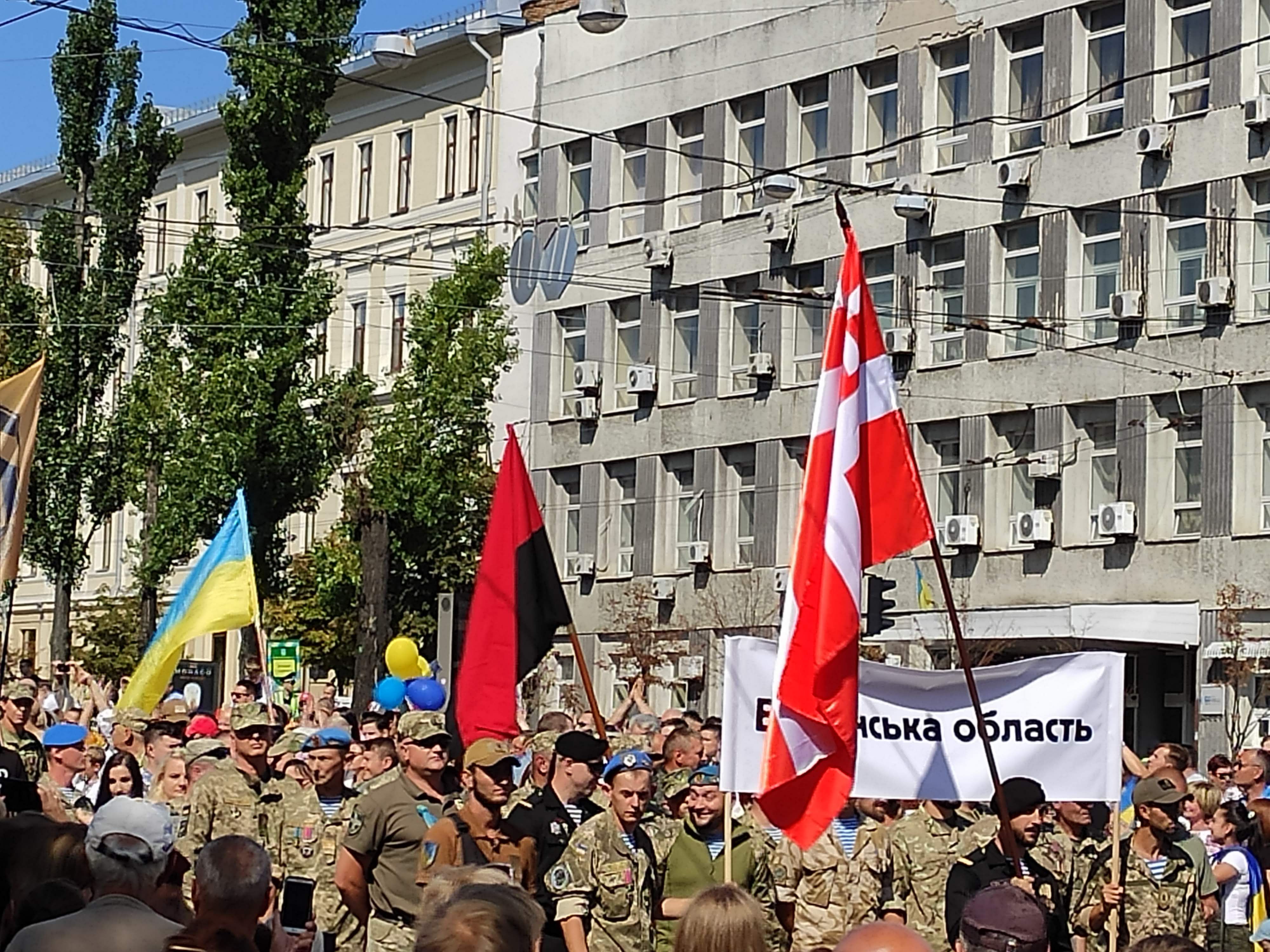
Ветерани з Волинської області
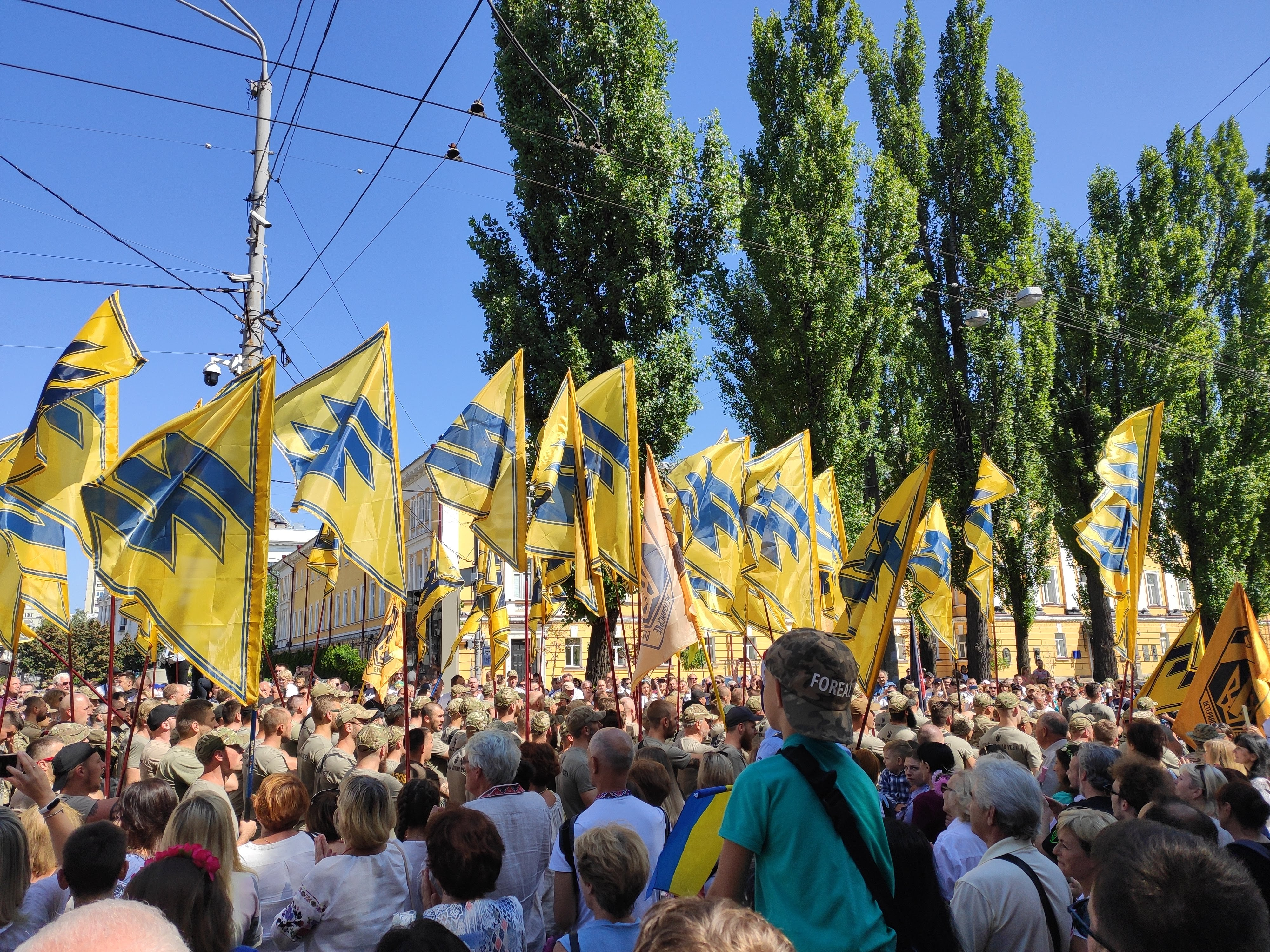
Ветерани полку Азов
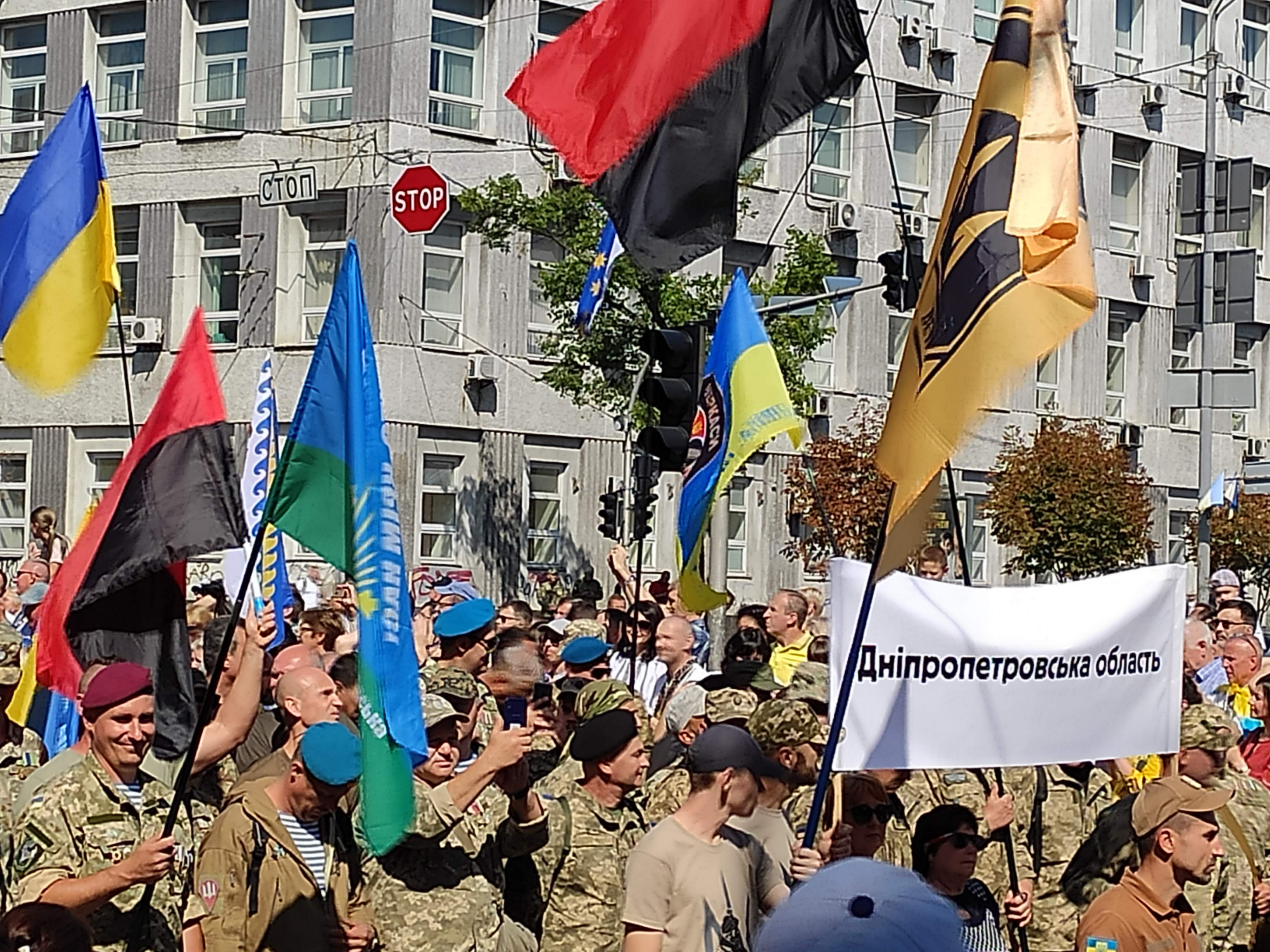
Ветерани з Дніпропетровської області
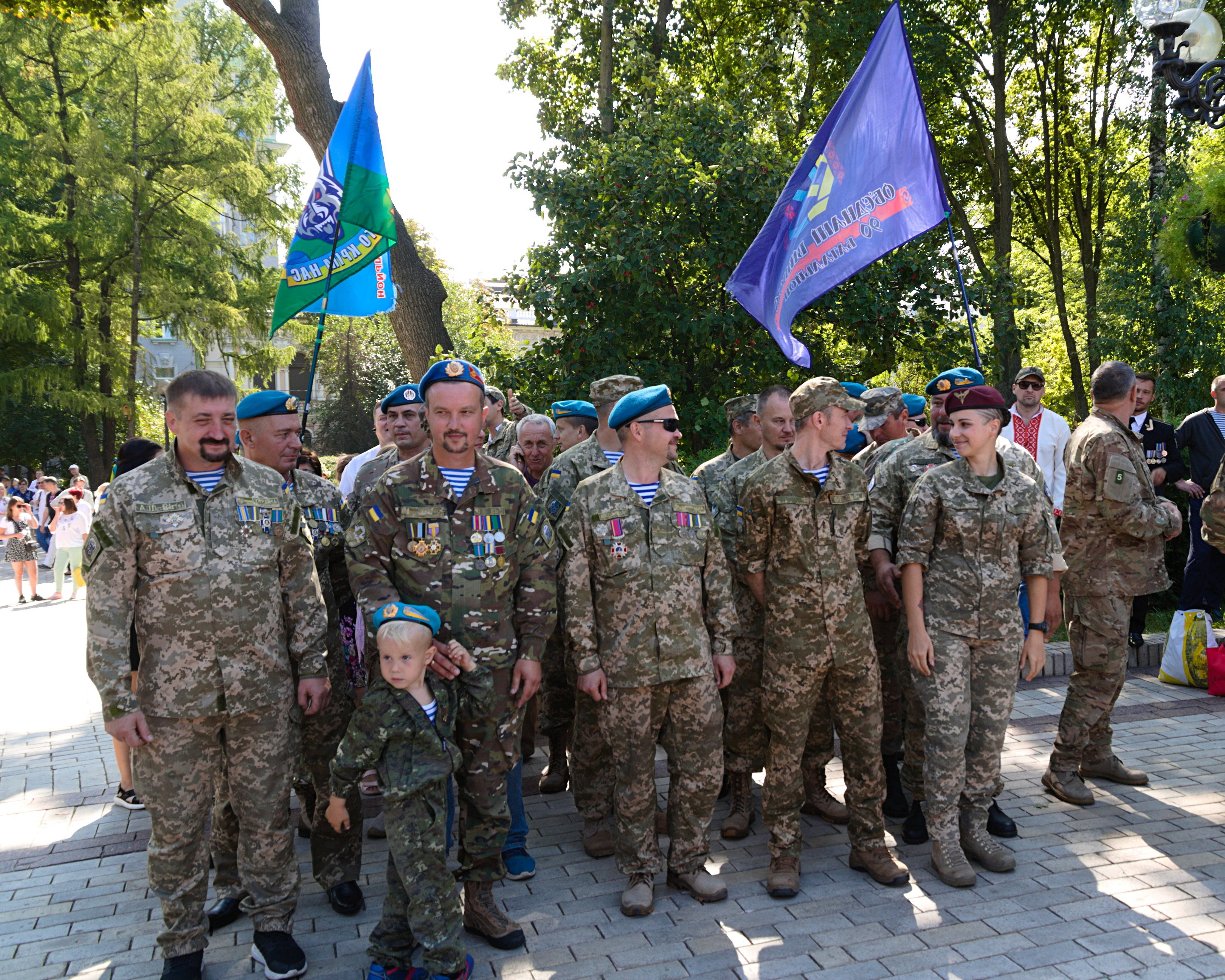
Ветерани з 90-го окремого аеромобільного батальйону
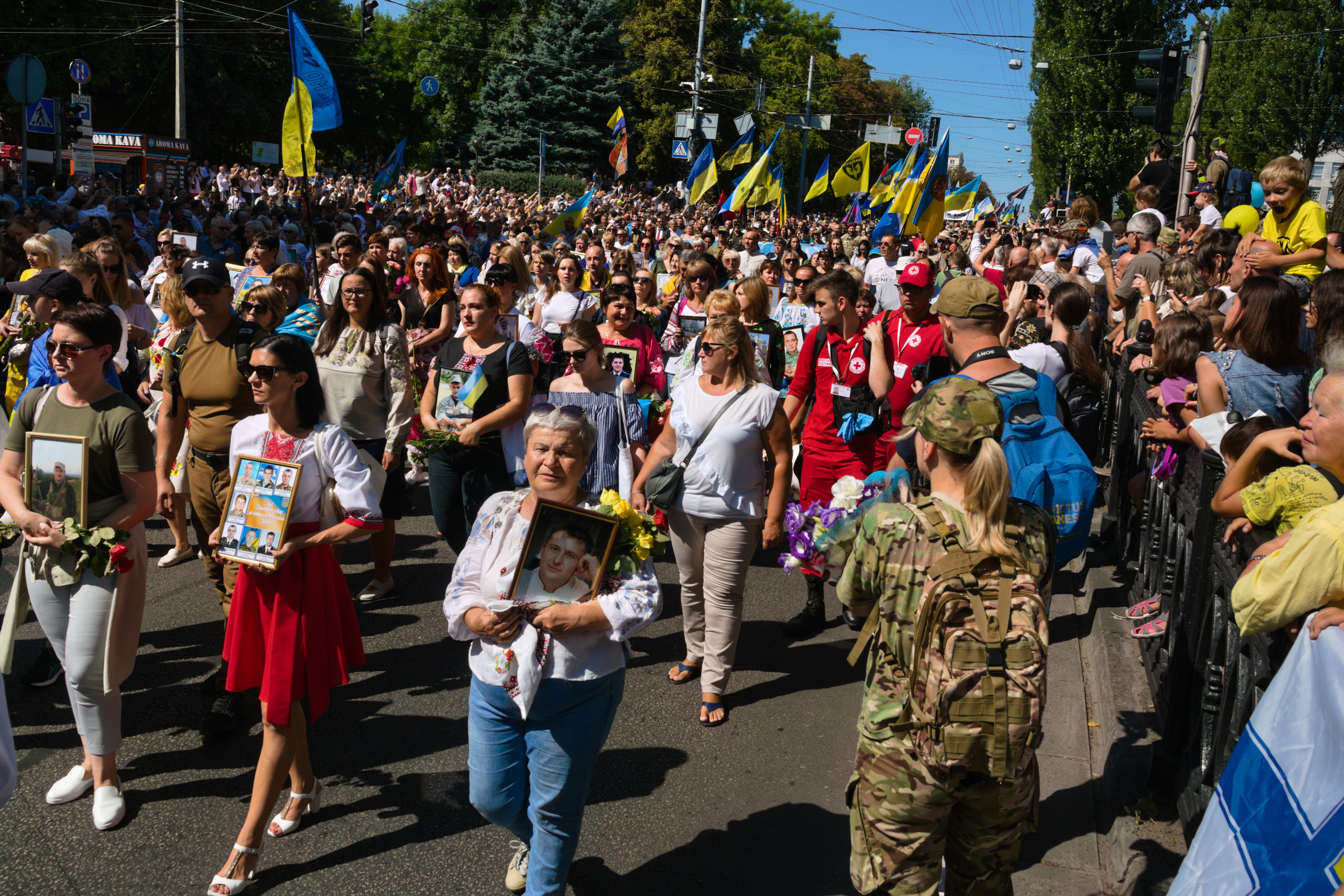
Родичі загиблих у війні на сході з їхніми портретами
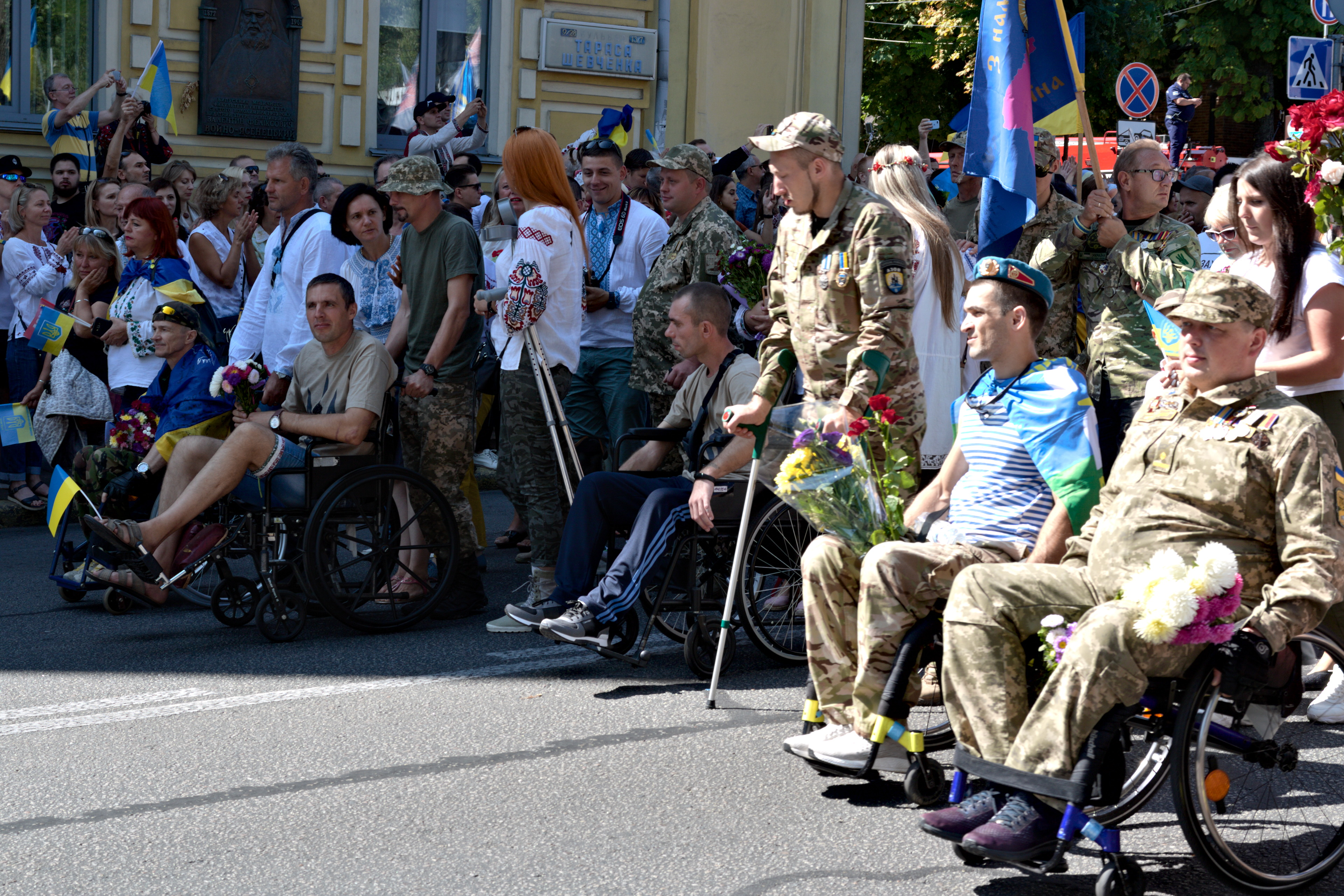
Ветерани з Києва
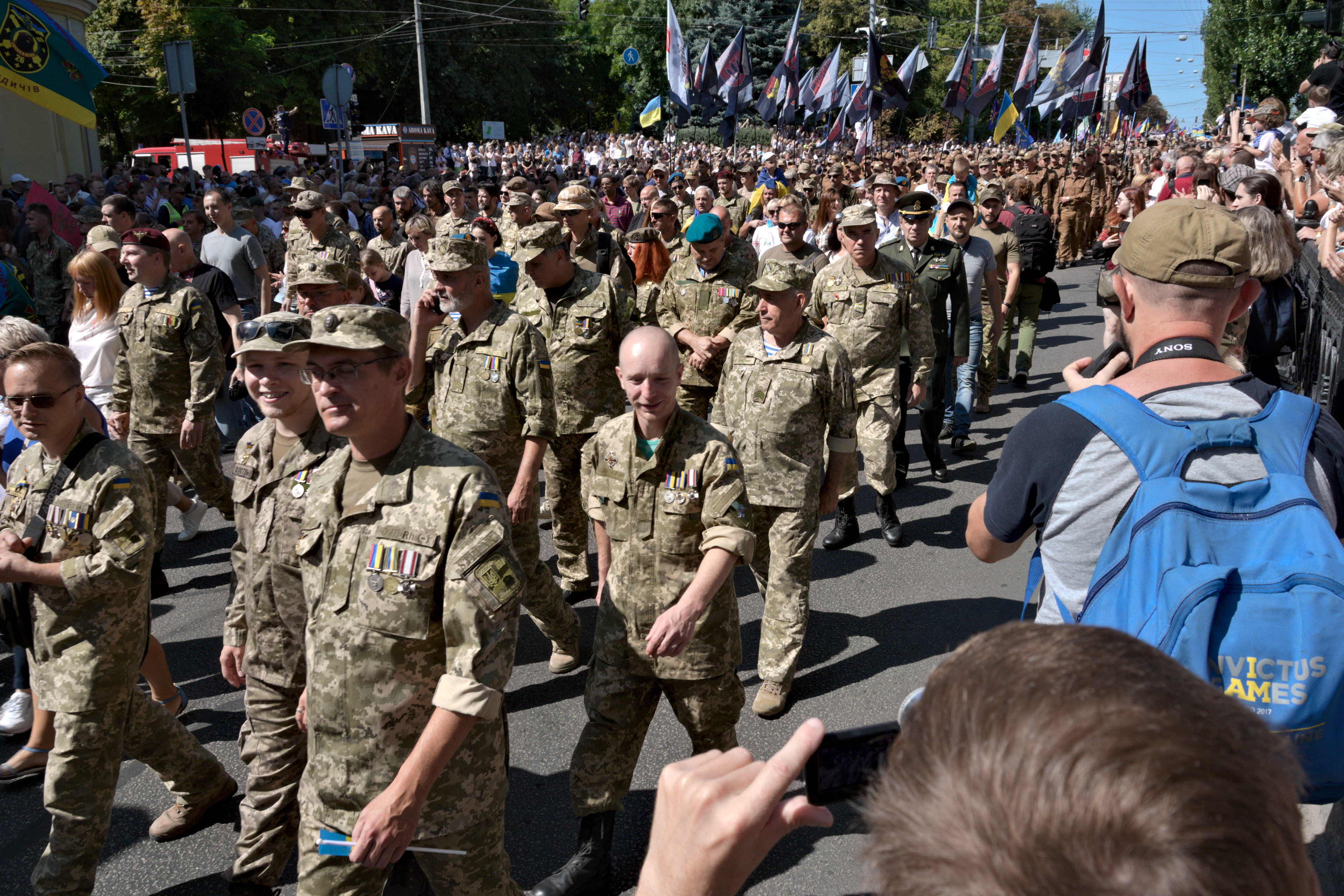
Ветерани з Києва
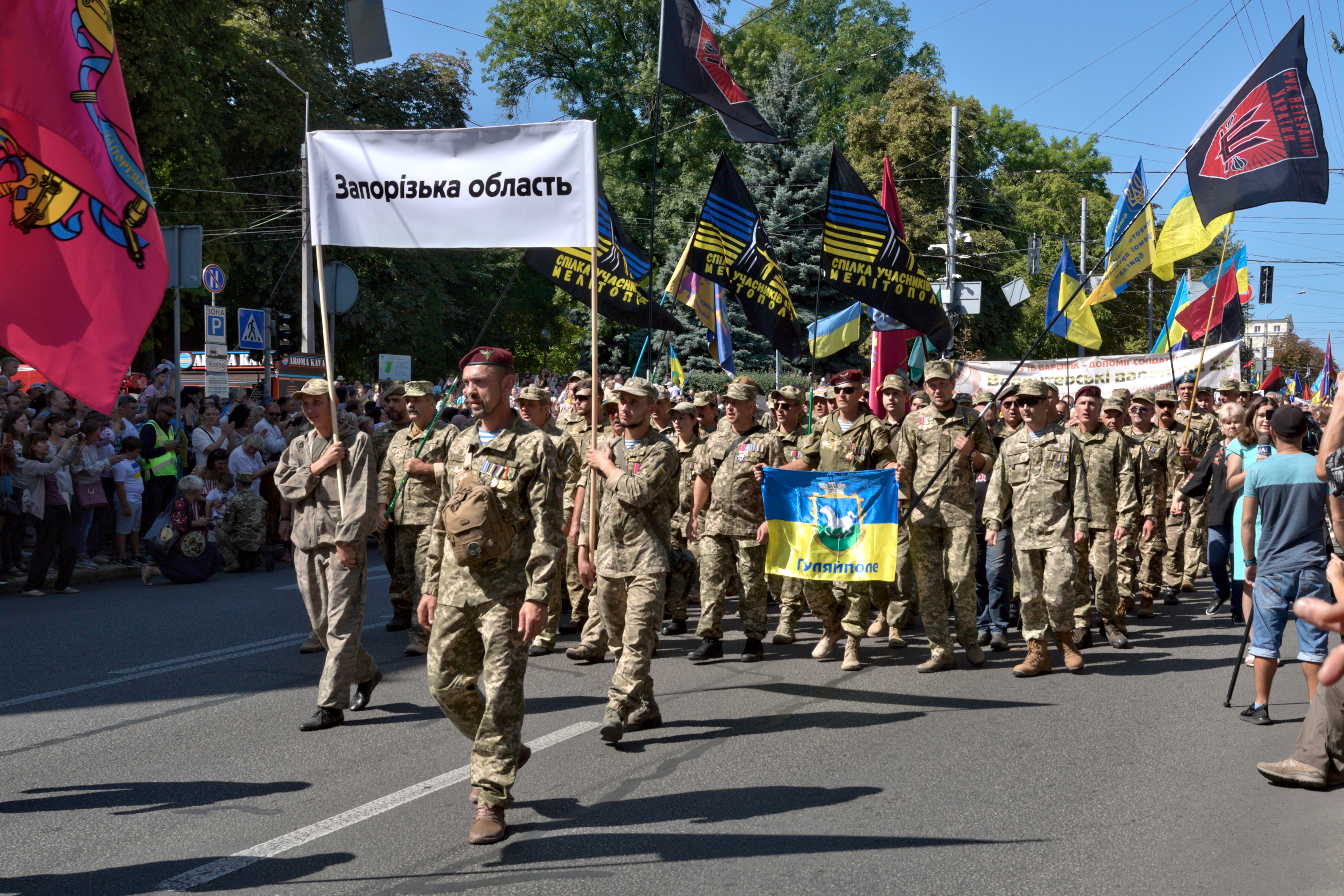
Ветерани з Запорізької області
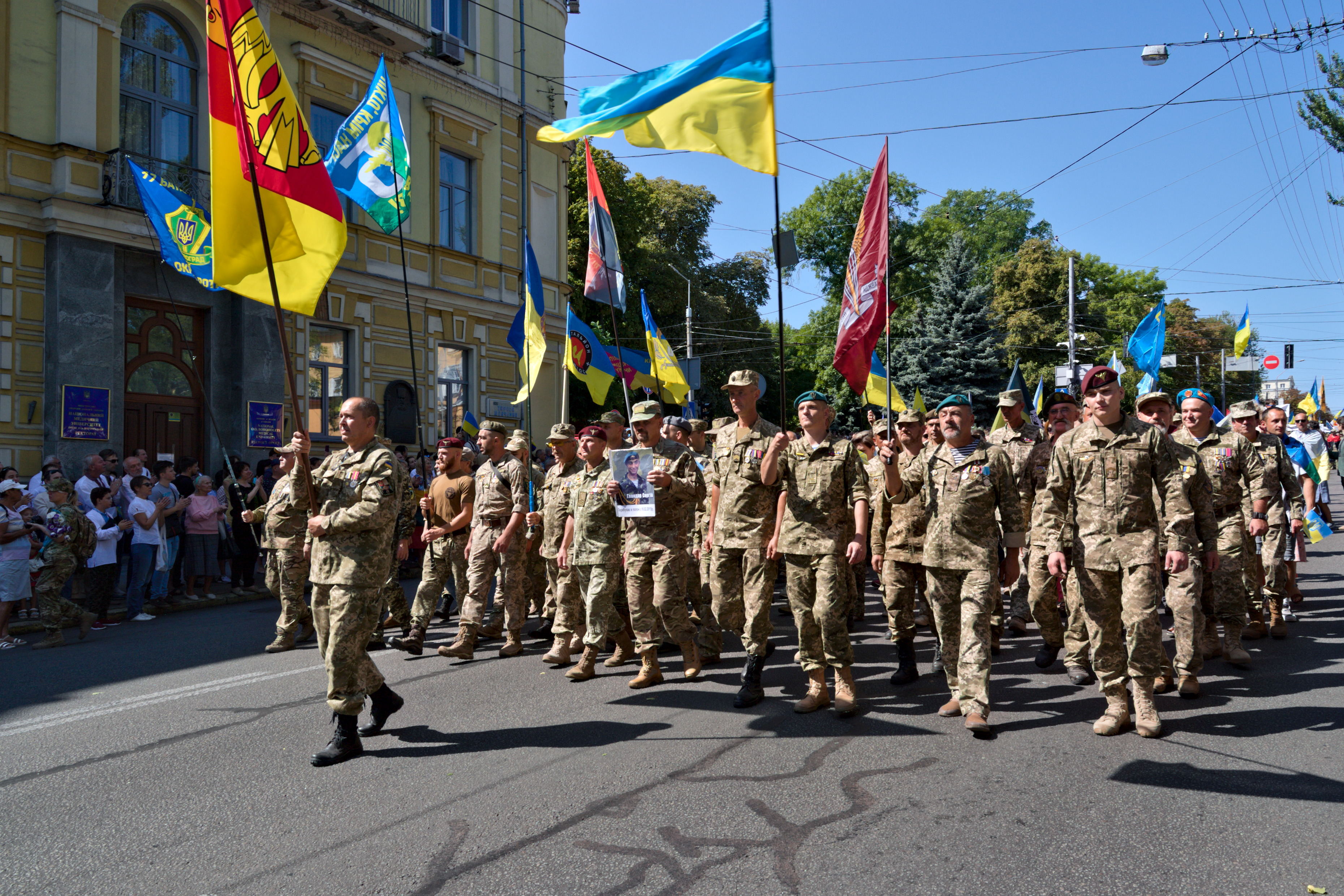
Ветерани Кіровоградської області
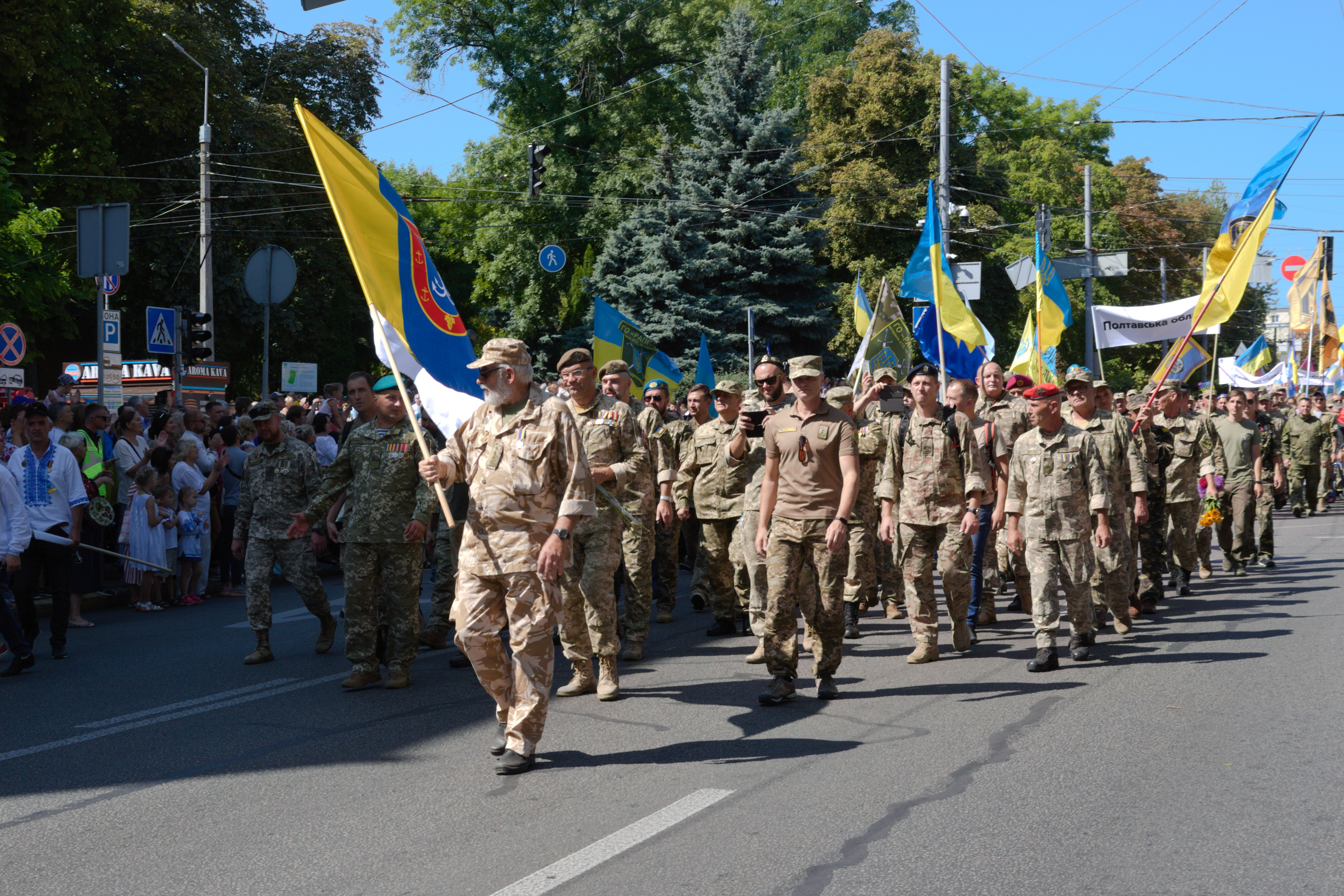
Ветерани Одещини
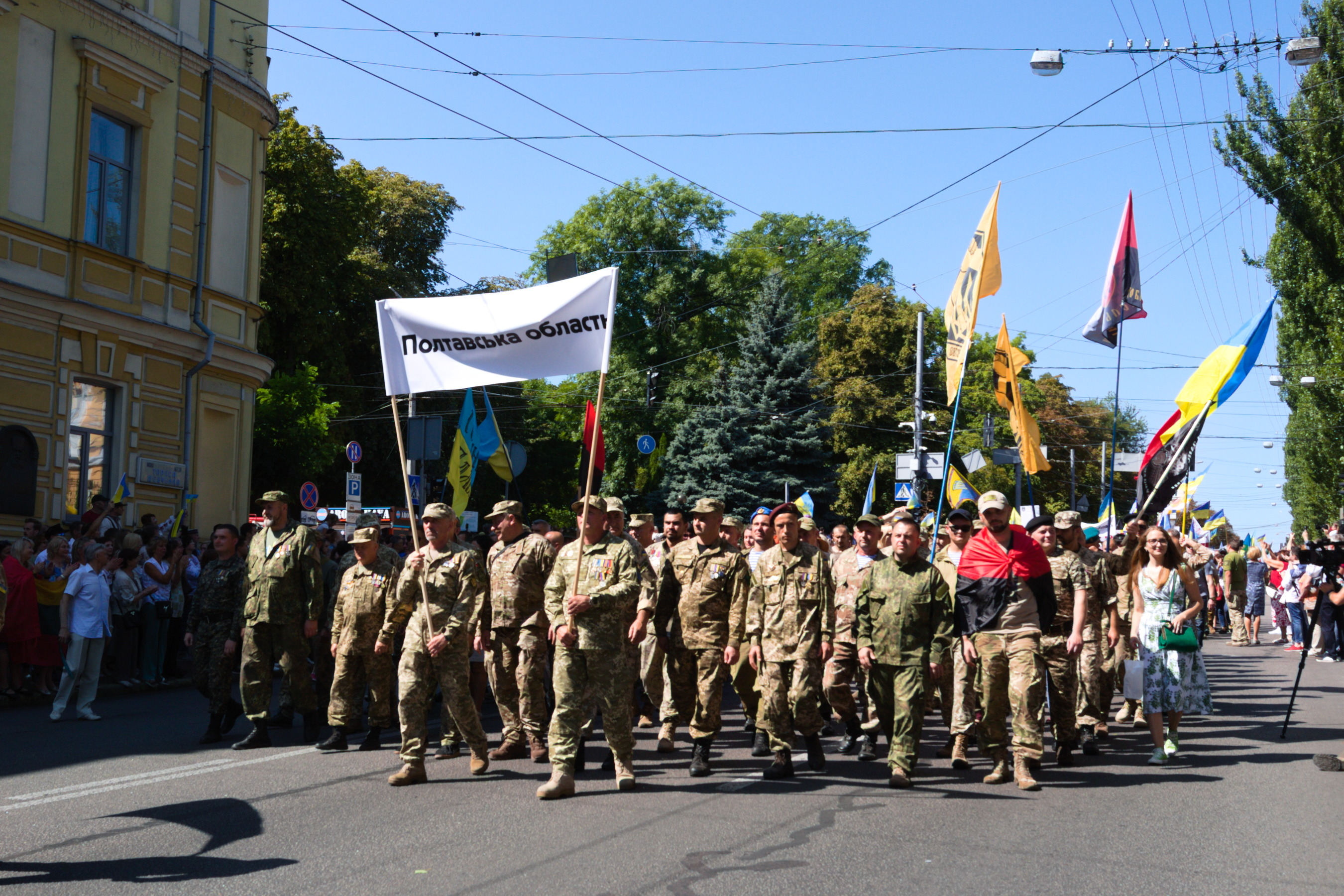
Ветерани з Полтавської області
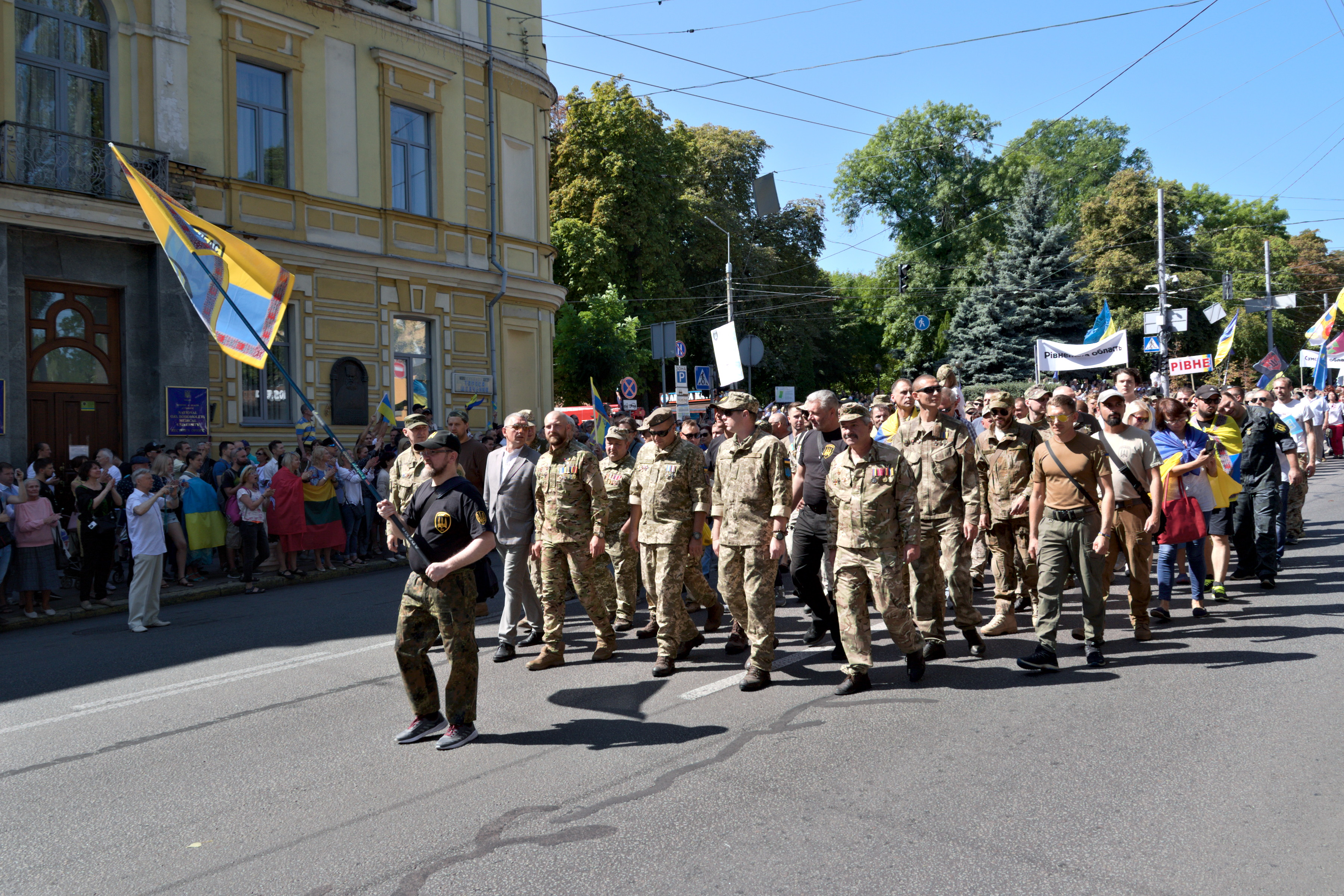
Ветерани з батальйону «Донбас»
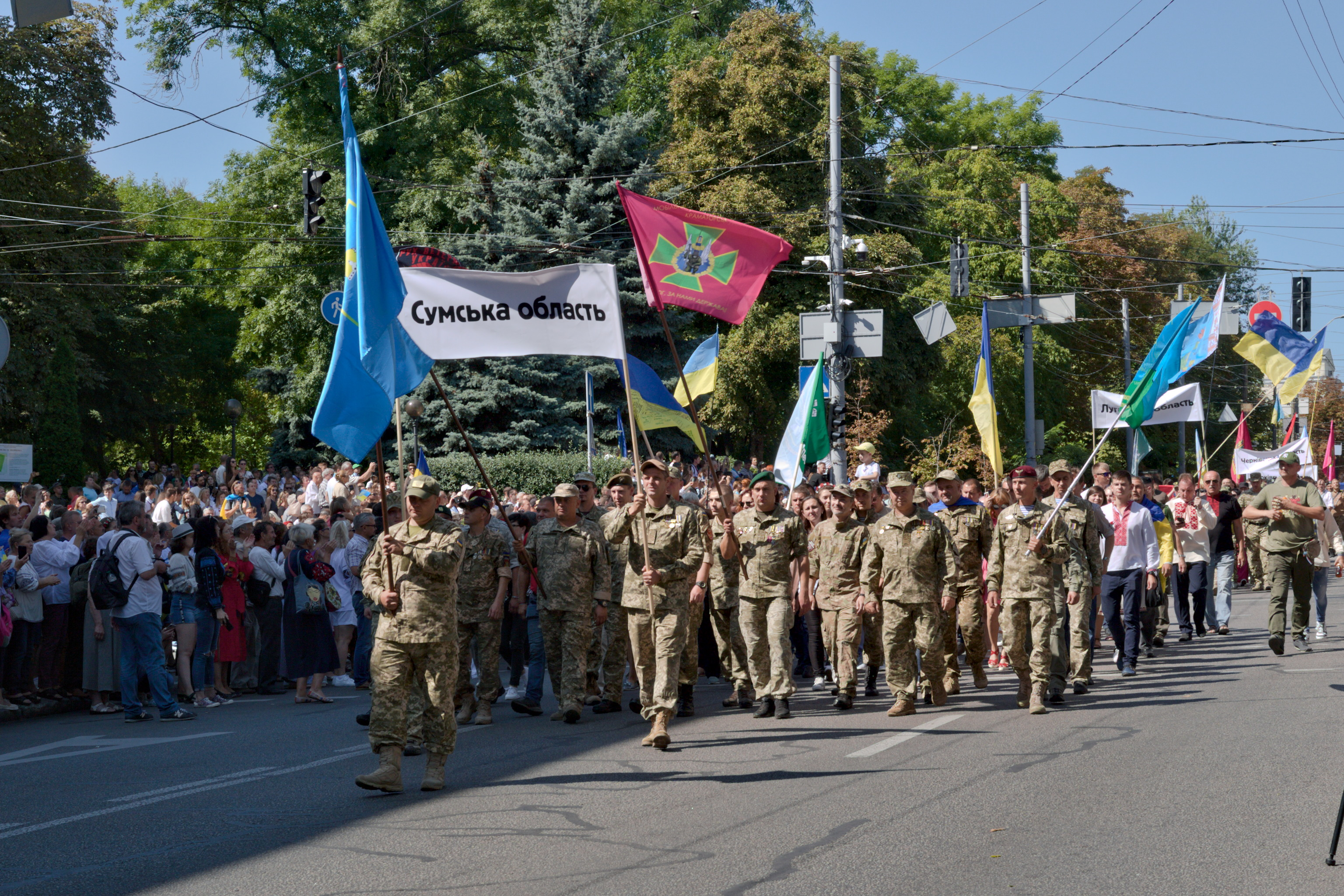
Ветерани з Сумської області
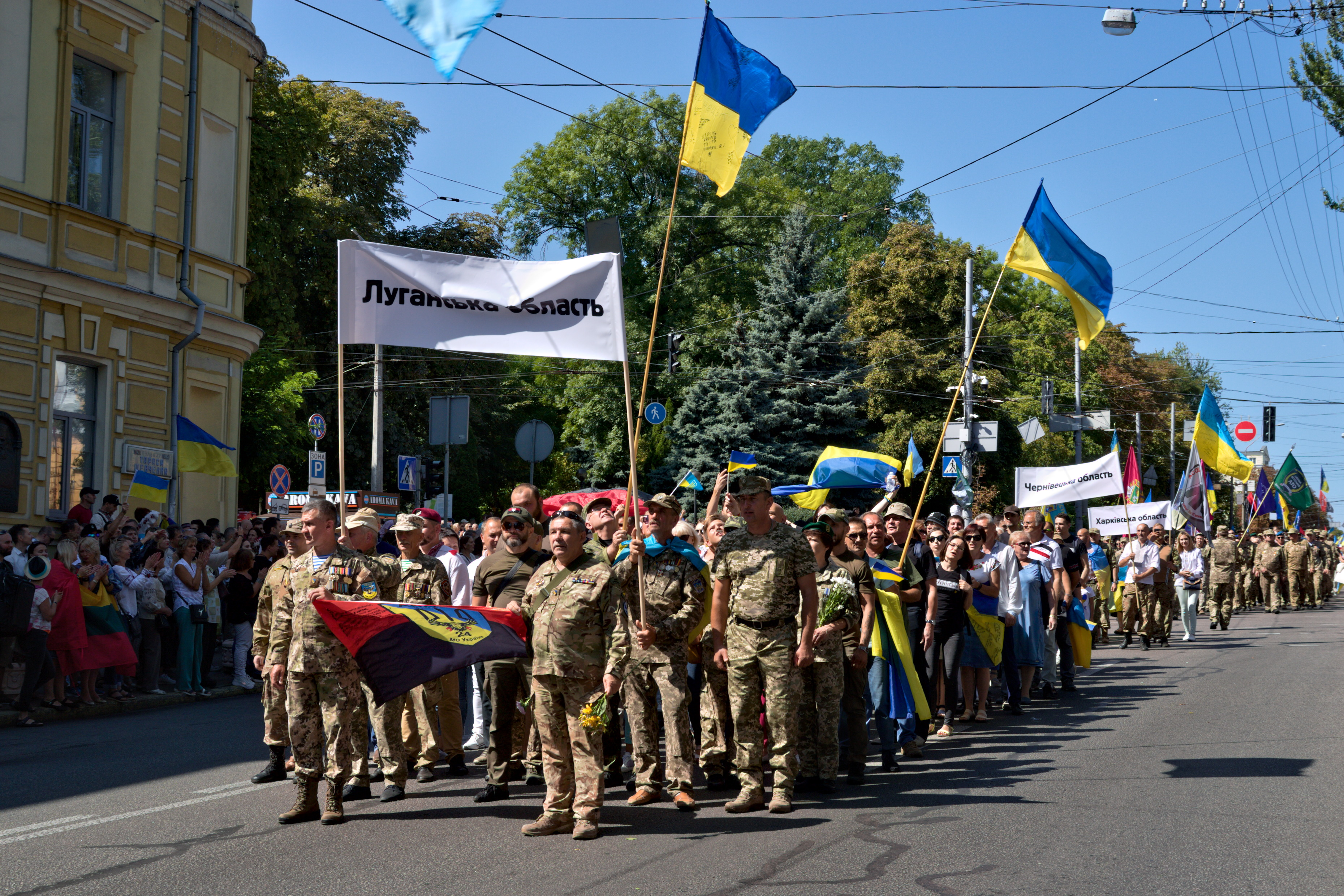
Ветерани з Луганської області
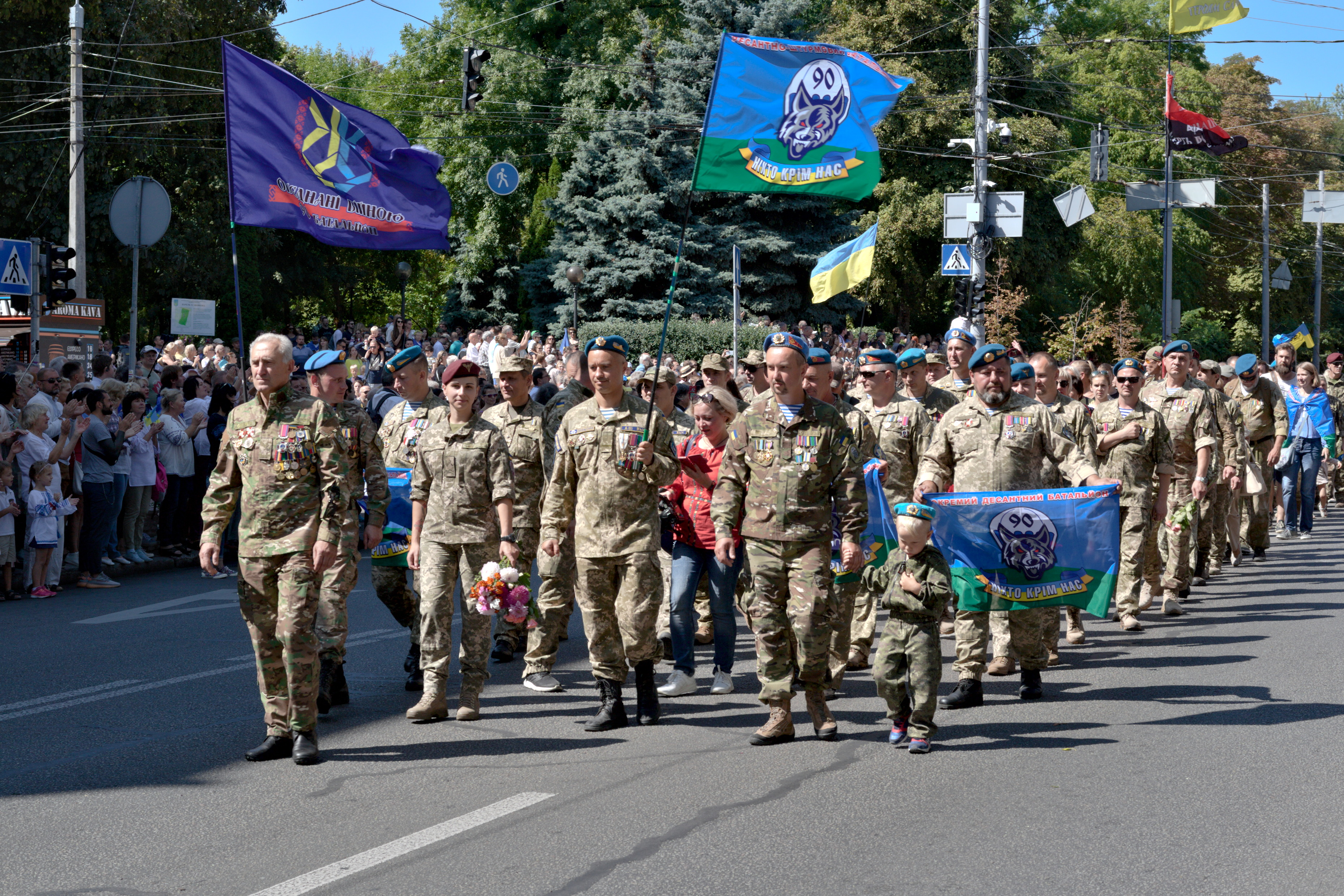
90-й окремий аеромобільний батальйон
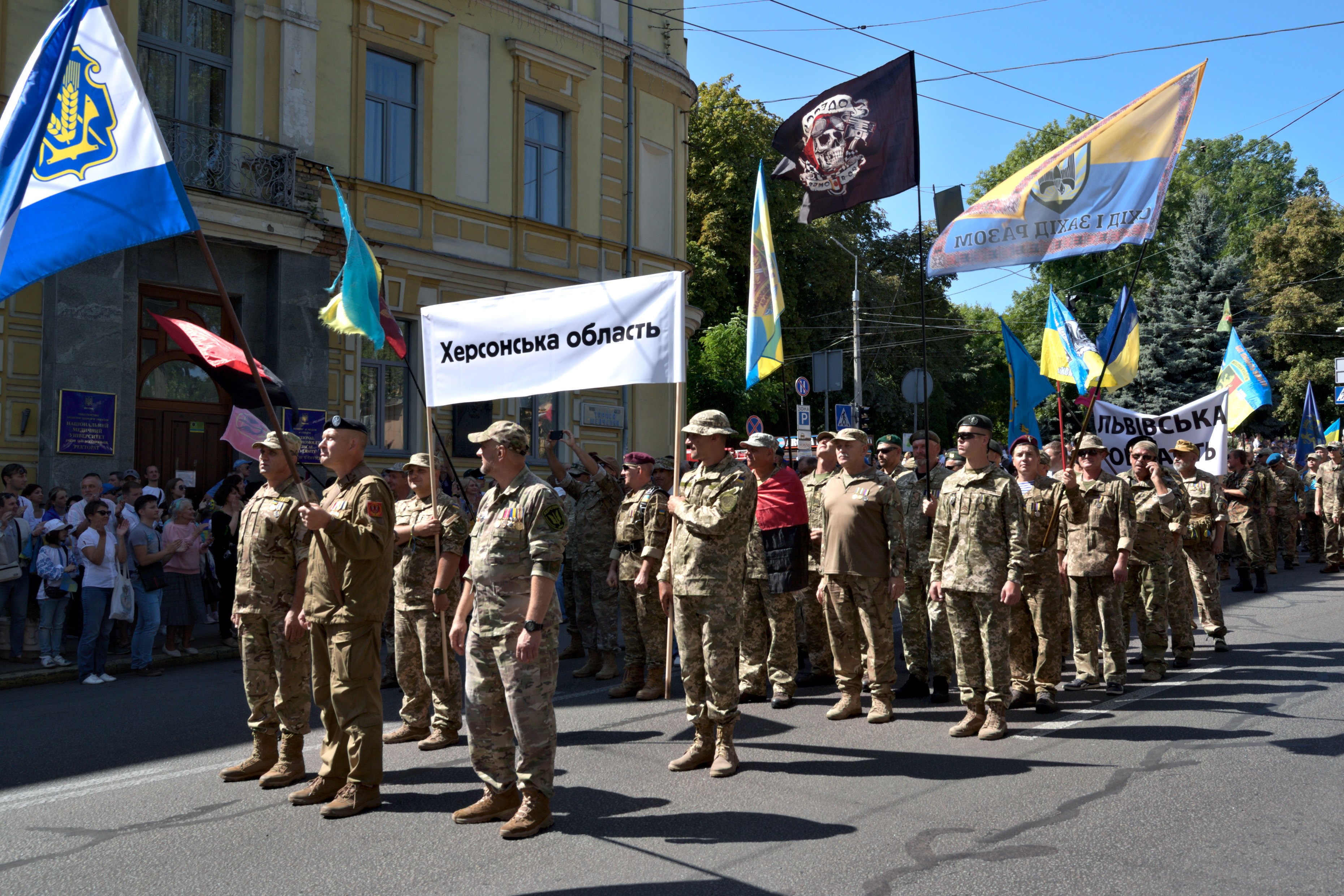
Ветерани з Херсонської області
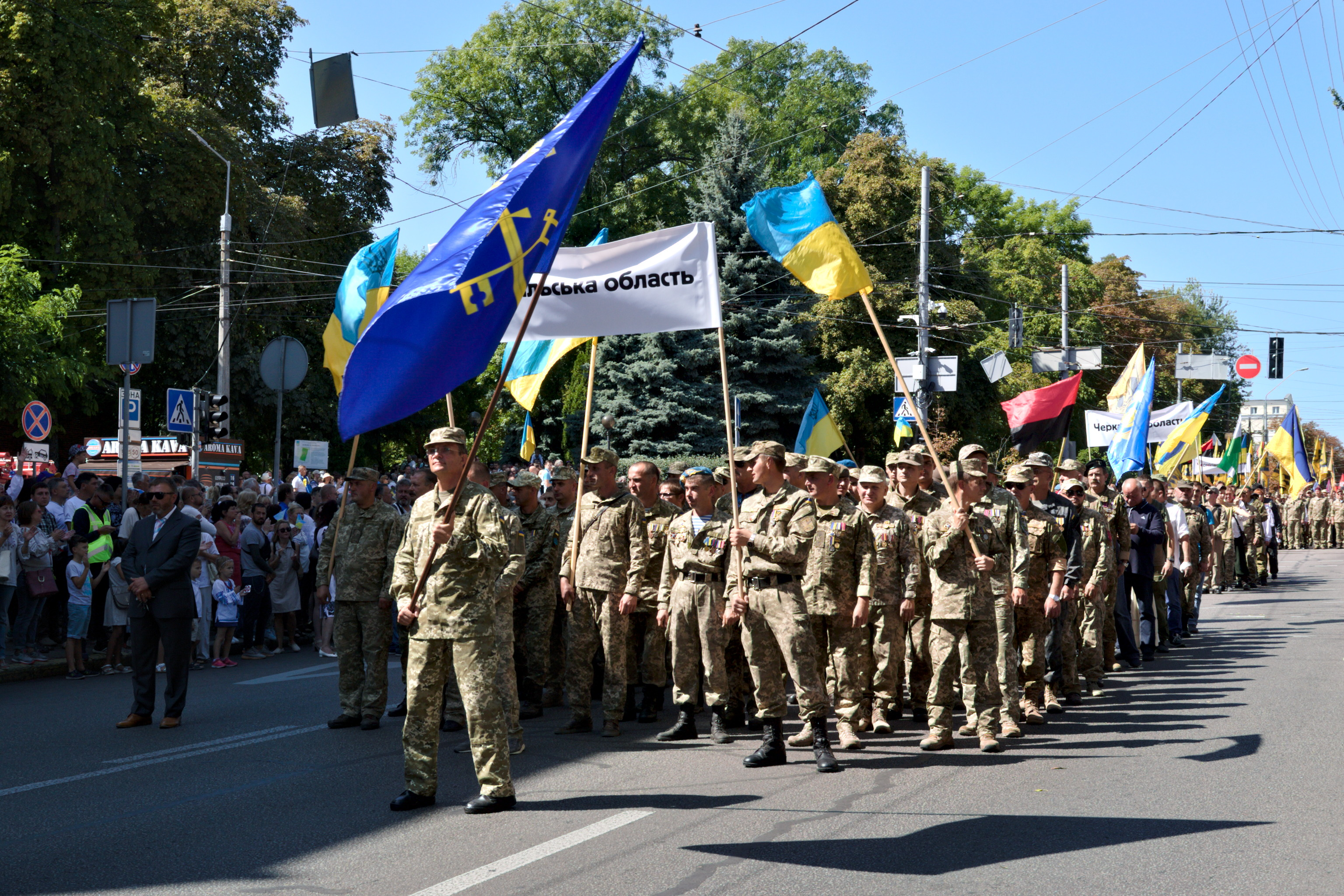
Ветерани з Тернопільської області
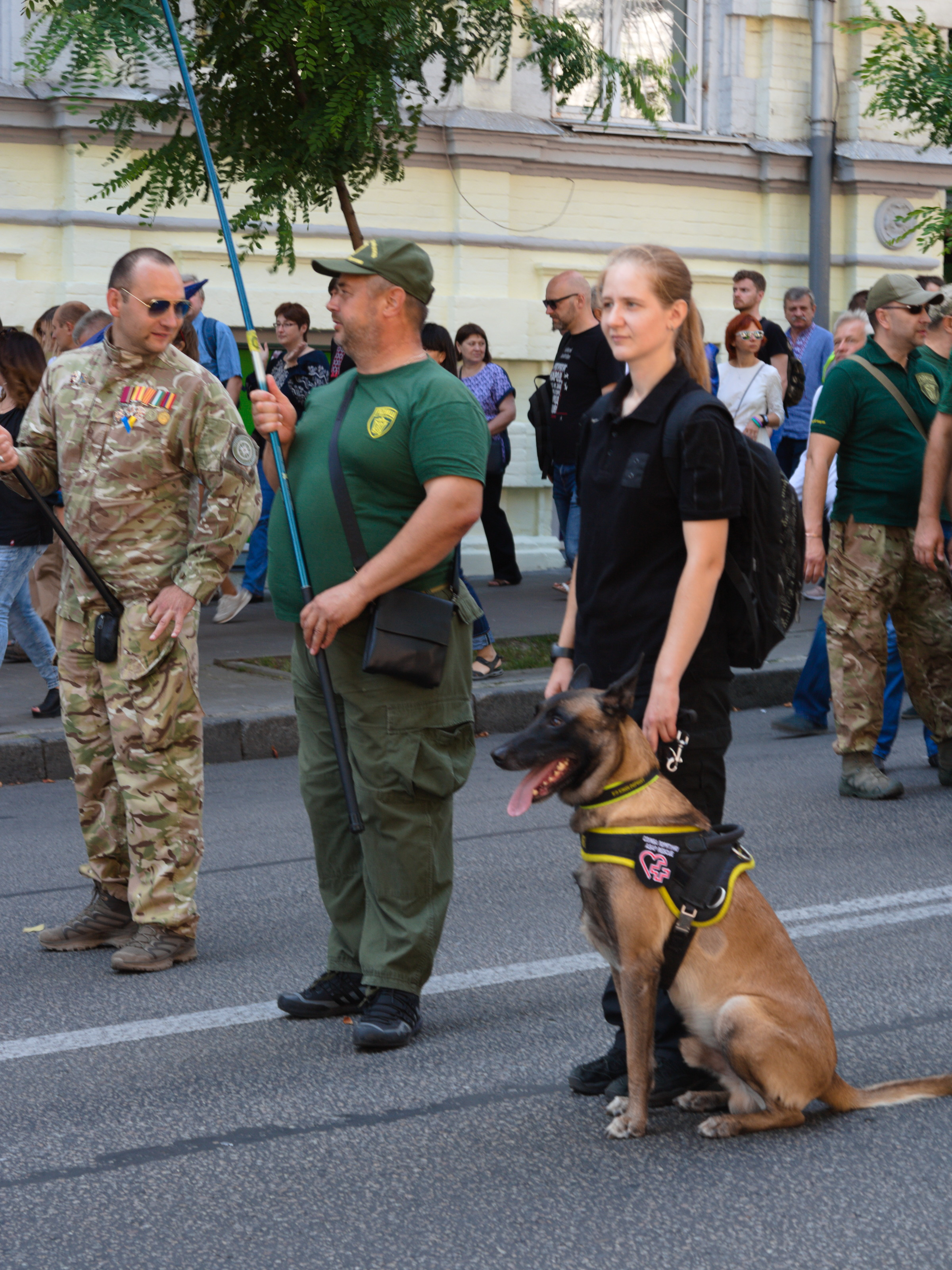
Ветерани з ПДМШ ім. Пирогова і ГО ASAP Rescue
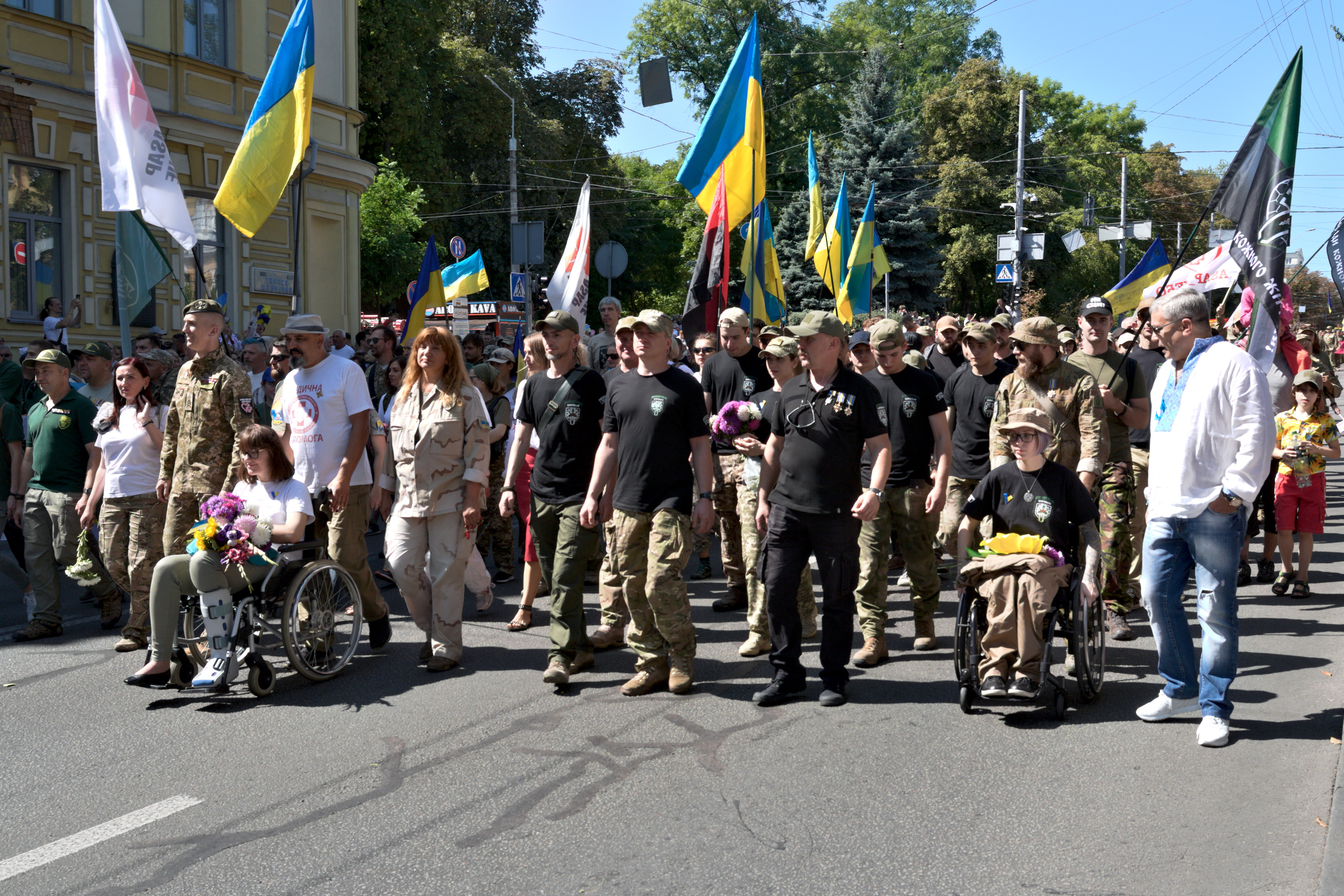
Ветерани з ПДМШ ім. Пирогова, ГО ASAP Rescue та медбатальйону «Госпітальєри»
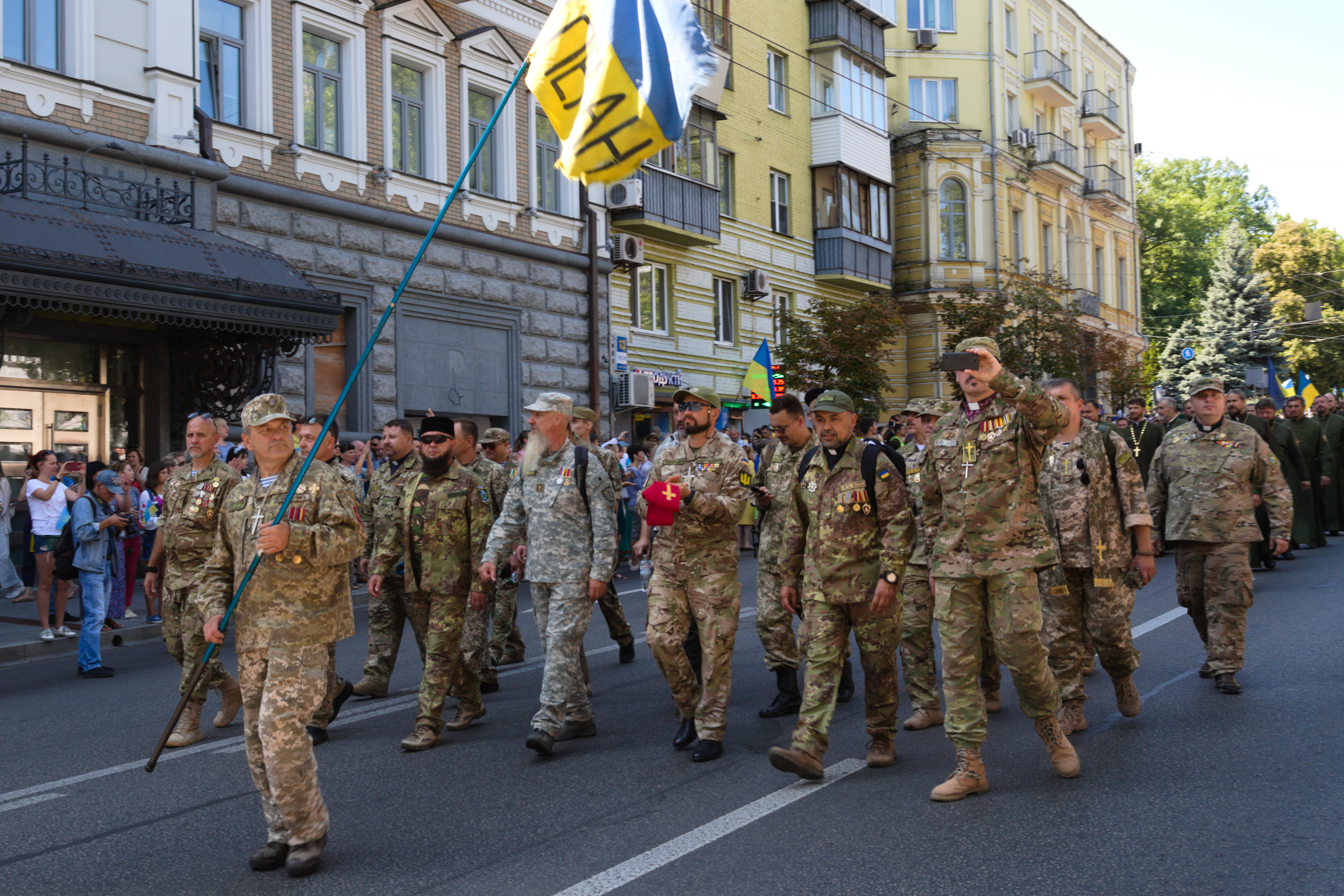
Капелани
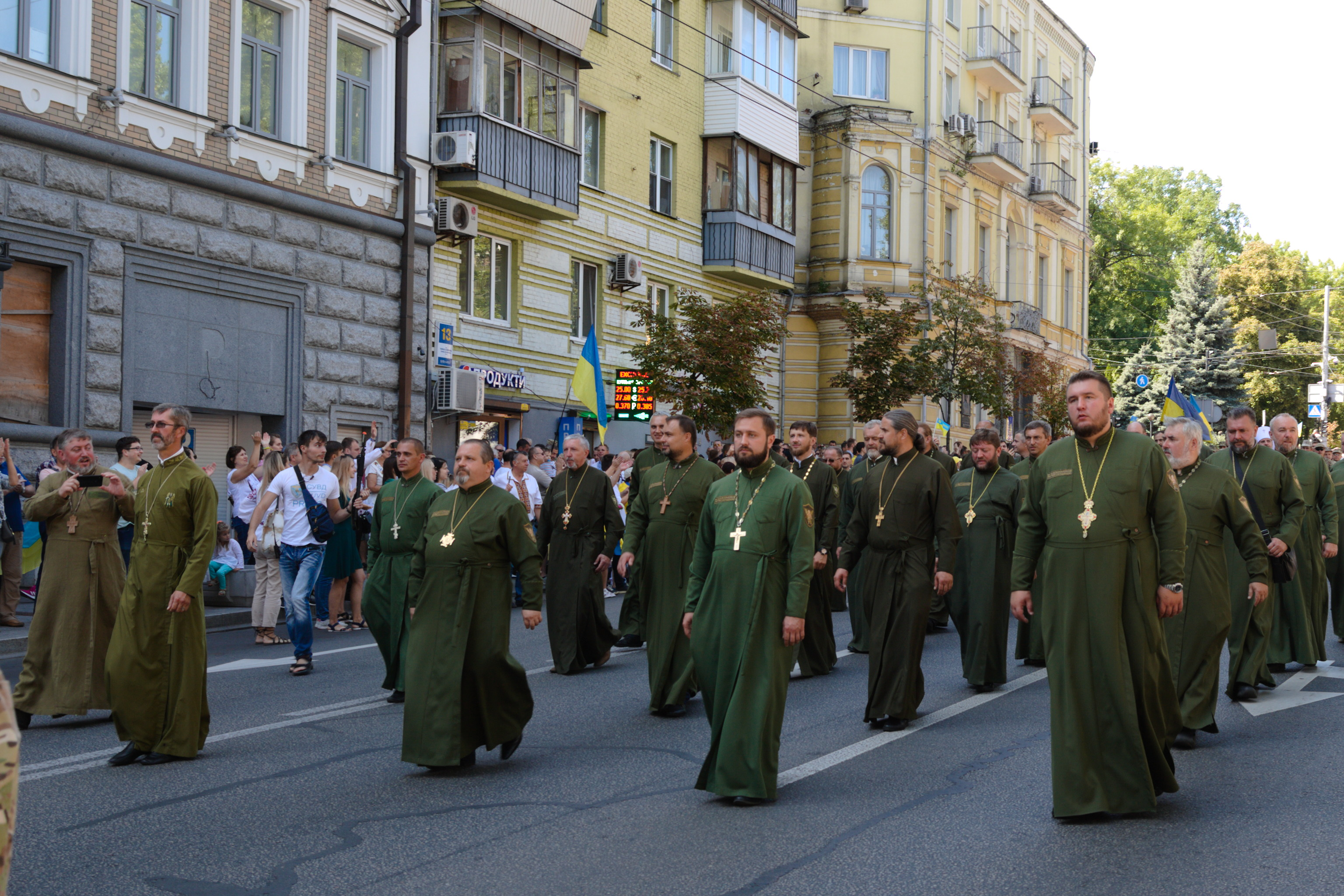
Ветерани — капелани СУВД
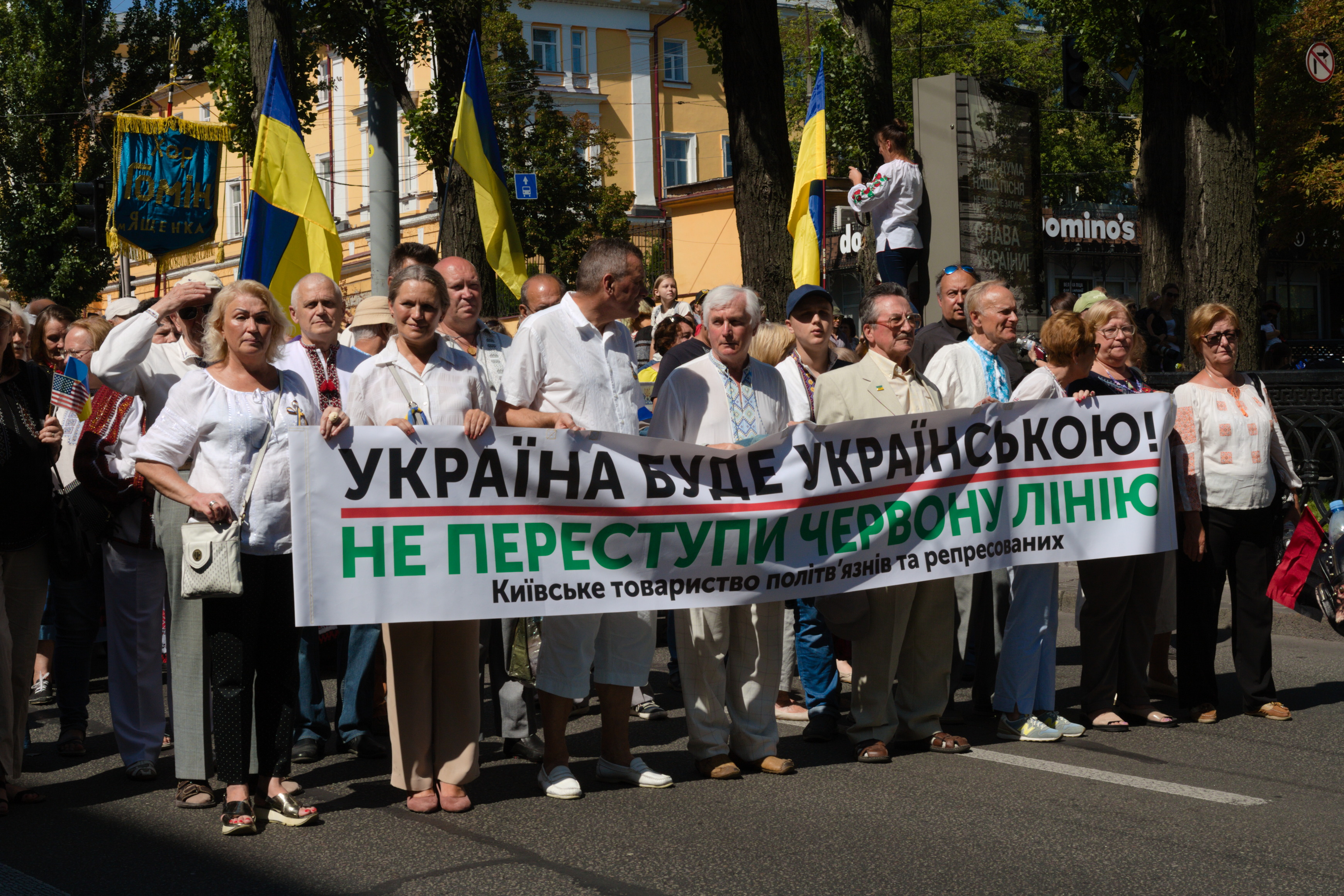
Члени Київського товариства політв'язнів та репресованих
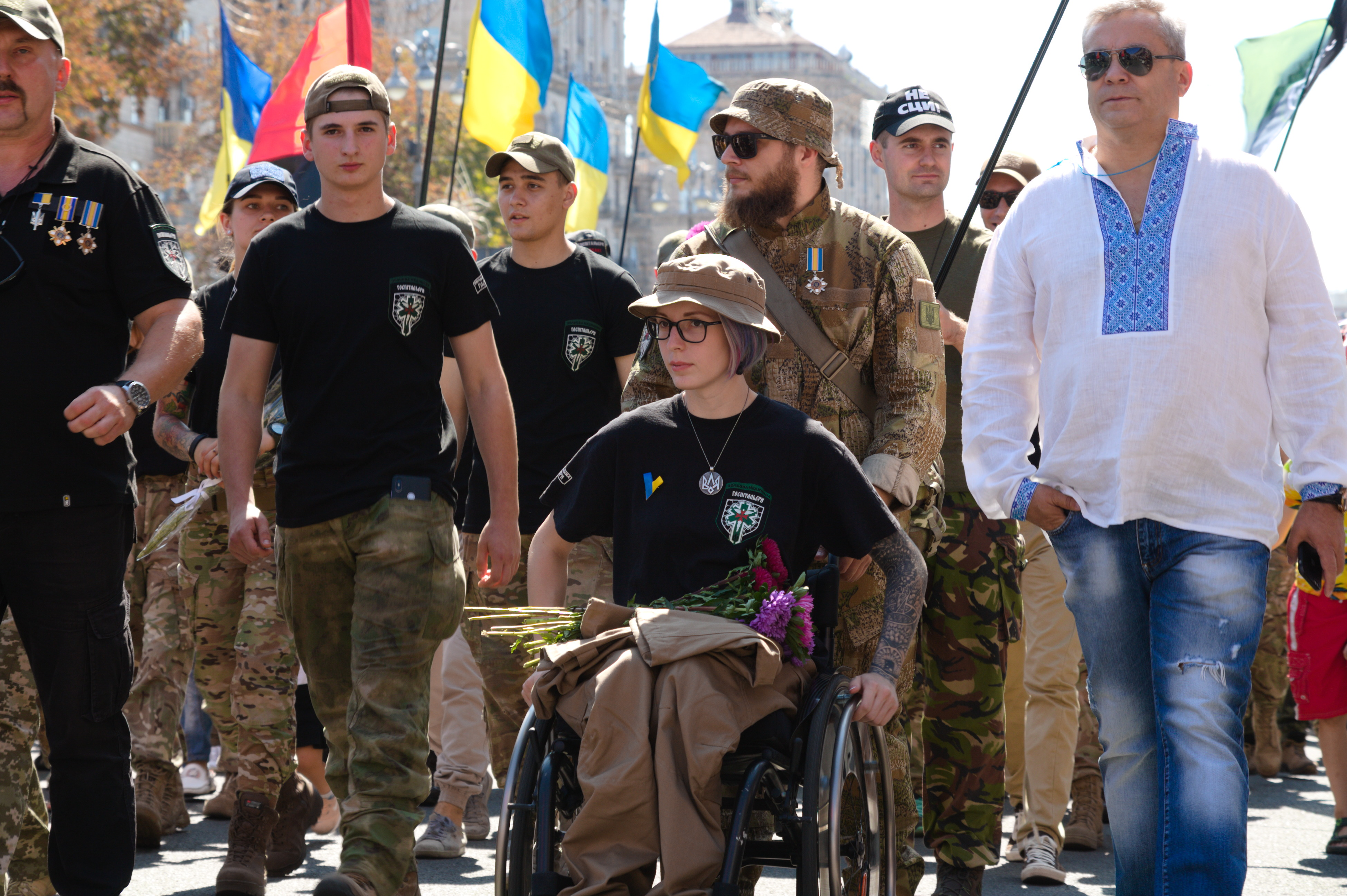
Яна Зінкевич
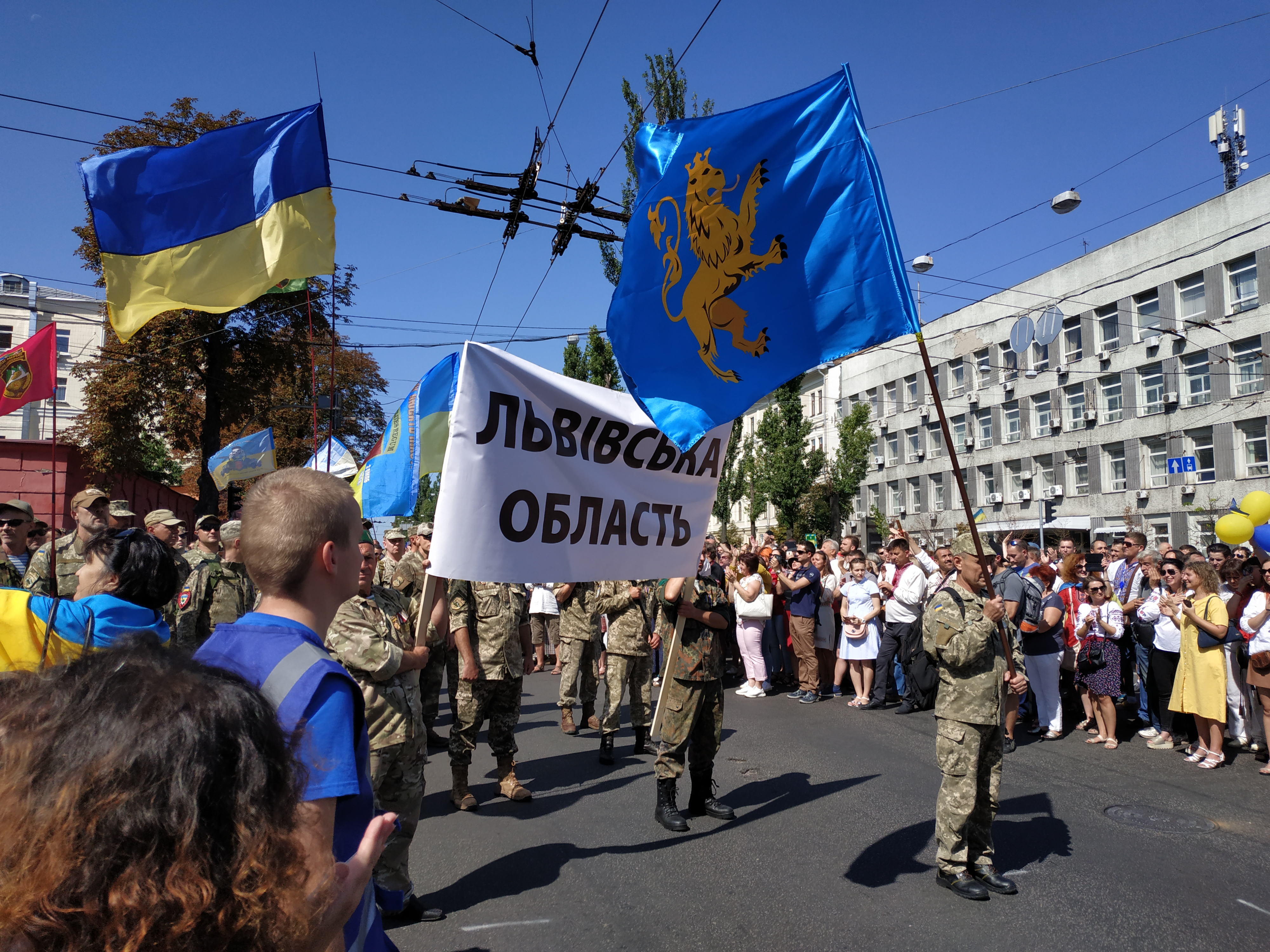
Ветерани із Львівської області

### В інших містах
- Харків: більше тисячі учасників пройшли з барабанним боєм центром міста, від площі Конституції до пам'ятника Шевченкові[17].
- Одеса: у сквері Небесної сотні було проведено Марш захисників[18]
- Дніпро: було проведено марш ветеранів центральними вулицями міста

## 2020

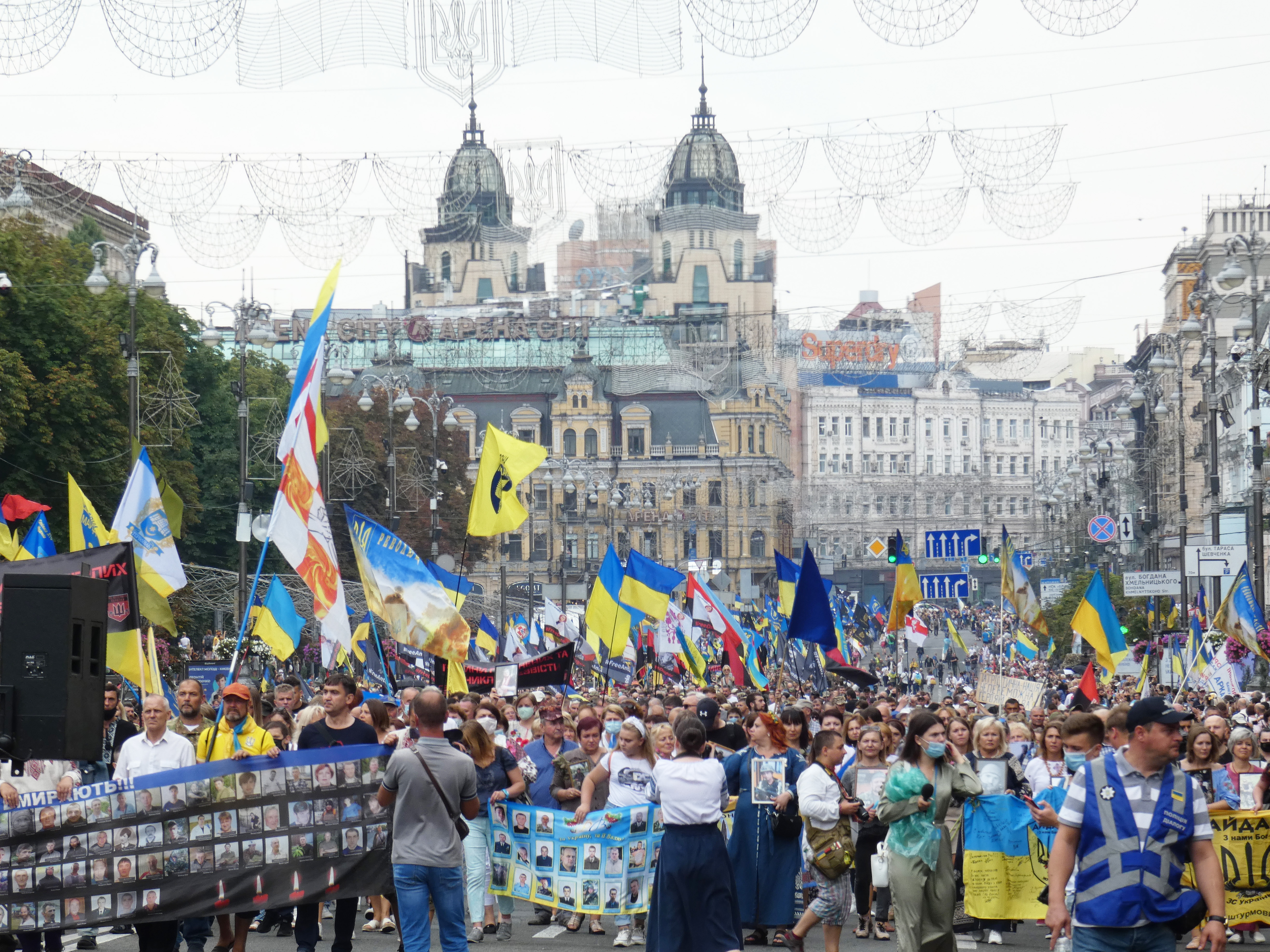
Учасники Маршу на Хрещатику

Марш захисників України з нагоди 29-ї річниці Незалежності України почався з парку Шевченка, пройшов бульваром Шевченка і Бессарабською площею та закінчився на Майдані Незалежності. Військовики та ветерани російсько-української війни сформували 48 колон, попереду маршу пройшли матері та члени сімей загиблих вояків, родичі вбитих на Майдані під час Революції гідності Героїв Небесної сотні, українські військові, які отримали поранення у боях з російськими терористами та найманцями. Також на марші були активісти рухів «FreeRiff», «FreeKuzmenko», «FreeDuhar», які виступають за звільнення обвинувачених у справі вбивства Павла Шеремета. У Марші взяли участь українці з усіх куточків країни. Під час Маршу захисників, по обидва боки проходження колон, стоять люди, які аплодували та скандували «Дякуємо!»
Цього ж дня пройшла так звана «Хода ветеранів», рішення про проведення цієї акції ухвалила Консультативна рада у справах ветеранів війни, сімей загиблих захисників України при президентові. Ця акція напряму координується офісом президента України через деякі наближені ветеранські організації. Для участі в цій акції учасників централізовано звозять з областей.
За даними ЗМІ, в параді взяло участь щонайменше 50 тисяч осіб.

Марш у Києві
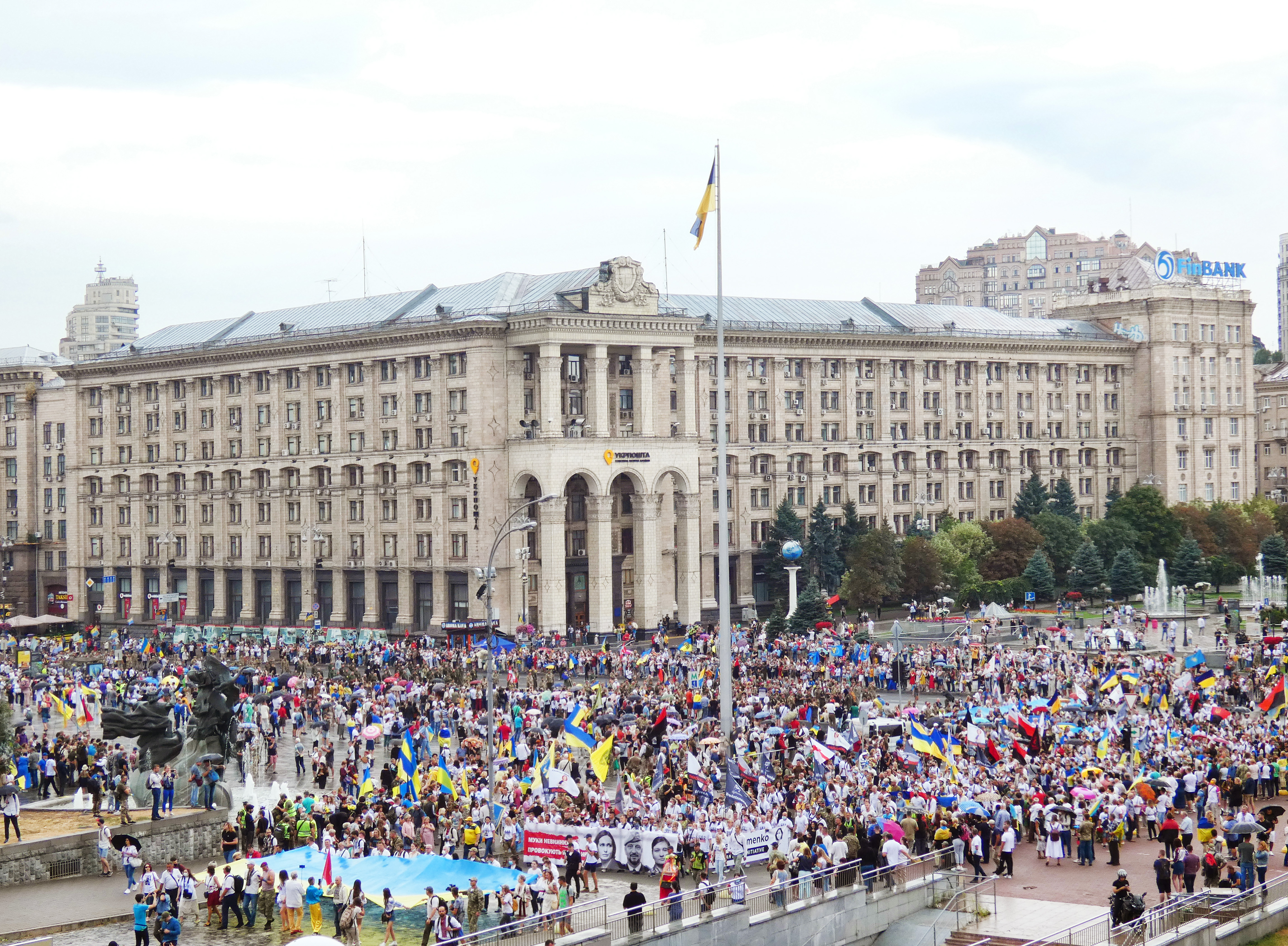
Учасники Маршу на Майдані
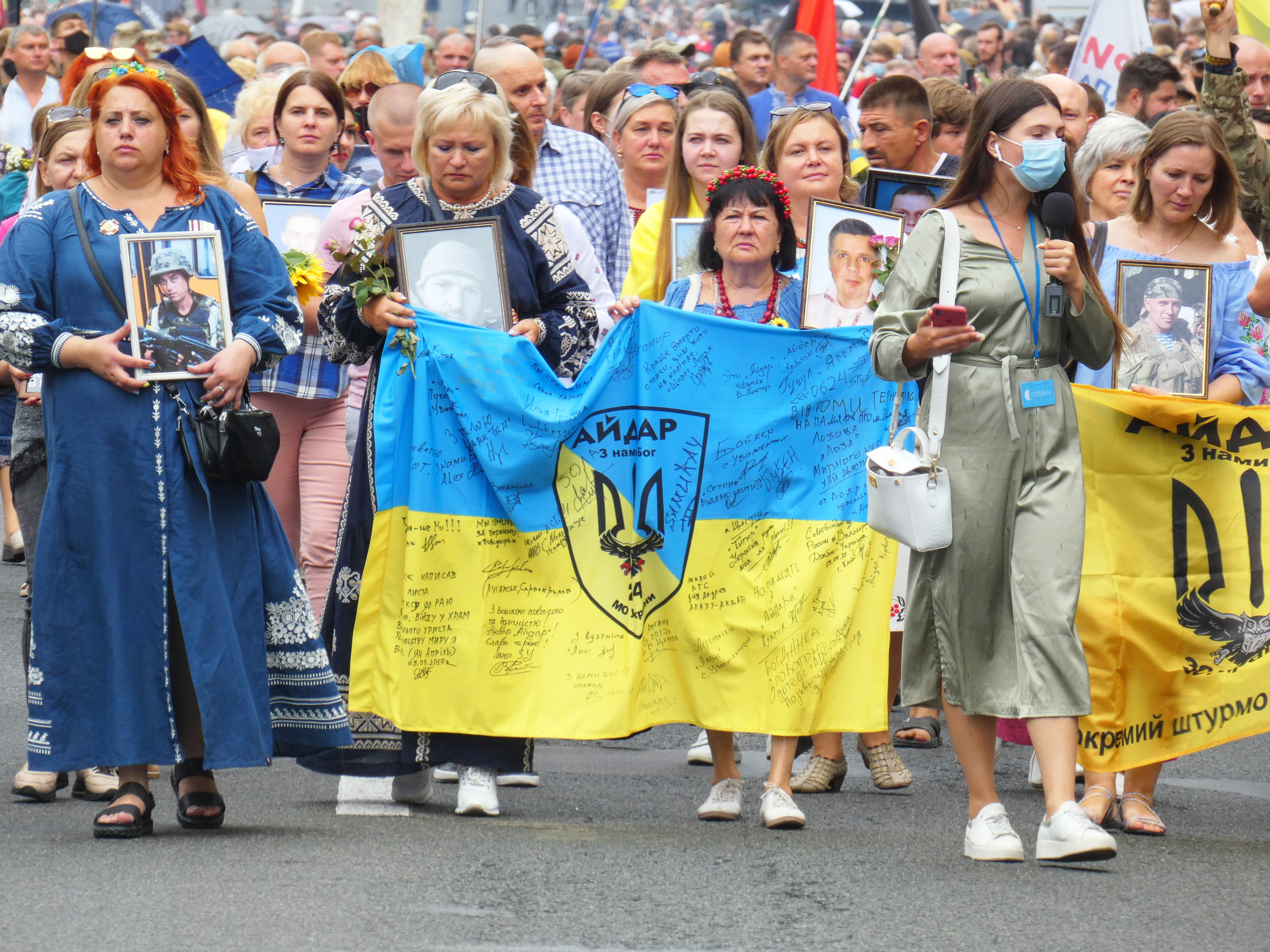
Марш захисників України в Києві
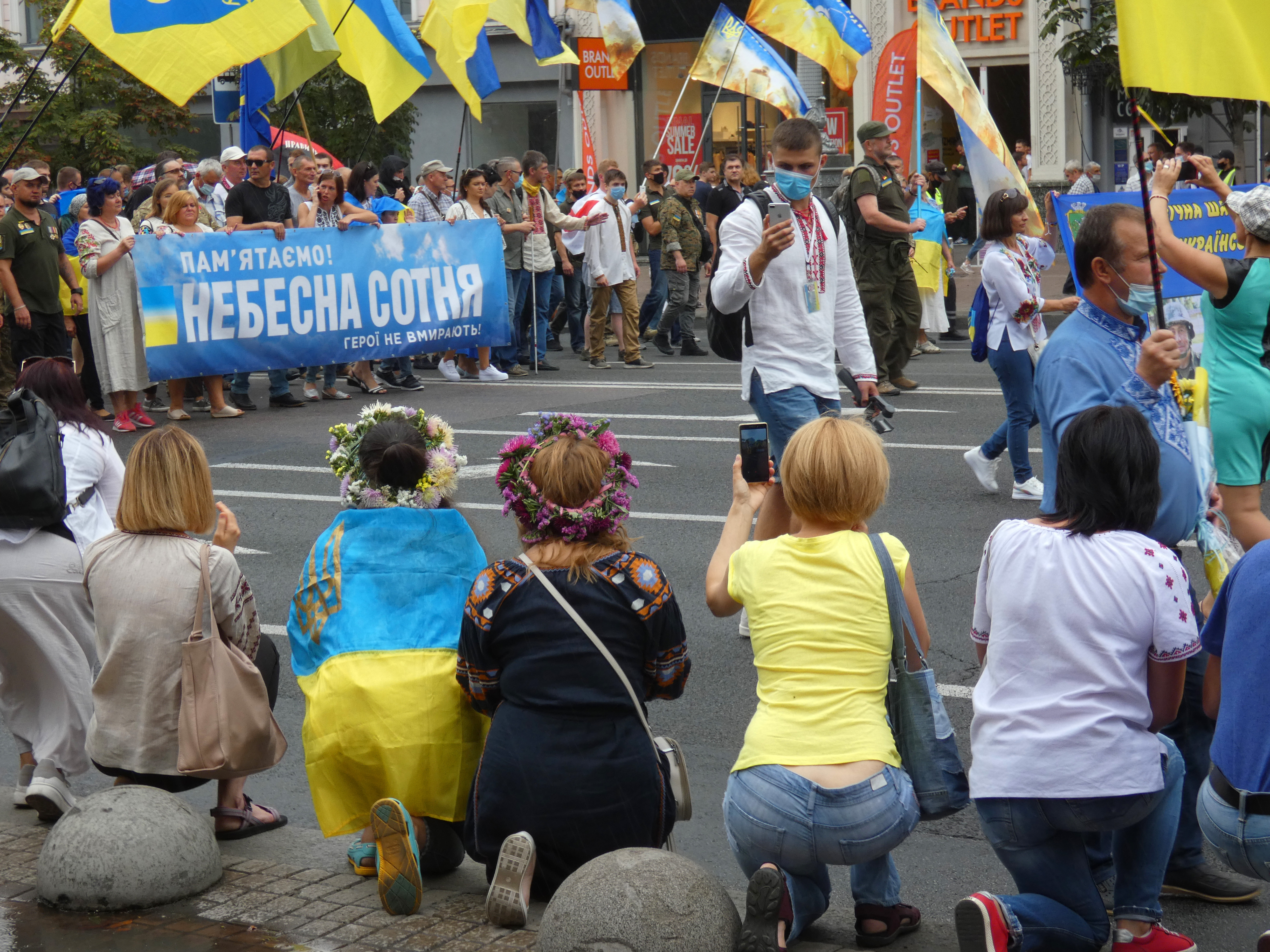
Вшанування «Небесної сотні»
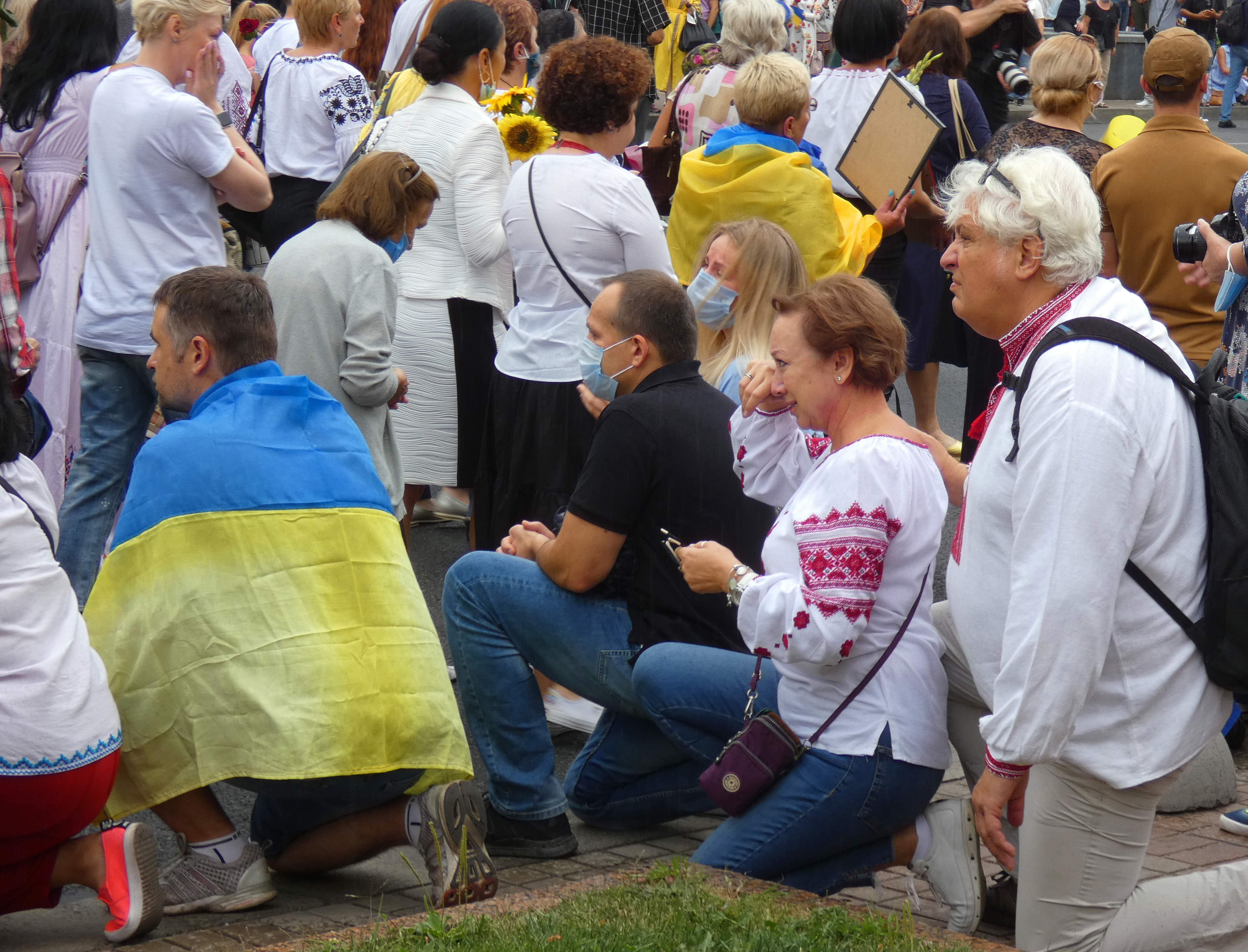
Вшанування полеглих у війні
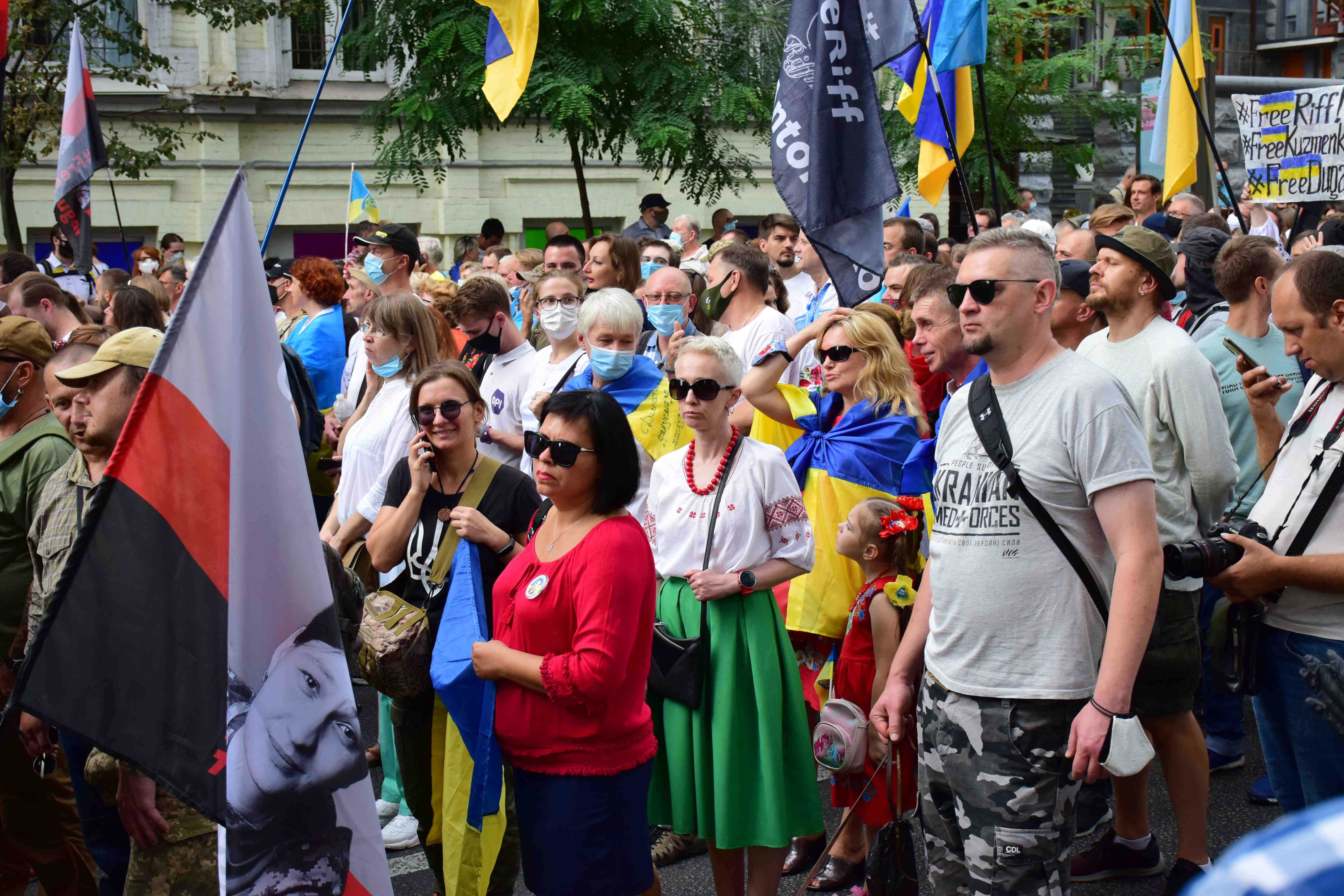
Активісти рухів FreeRiff, FreeKuzmenko та FreeDuhar

### В інших містах
- Тернопіль: марш відбувся 23 серпня, оскільки більшість його учасників взяла участь у марші в Києві[24].
- Ужгород: марш захисників пройшов вулицями міста. На чолі колони пройшли рідні загиблих вояків російсько-української війни та ветерани. Учасники маршу пройшли від площі Петефі до площі Народної[25].
- Одеса: марш розпочався з Театральної площі, від Оперного театру, та закінчився у сквері Героїв Небесної сотні, біля будівлі обласної державної адміністрації[26].